# 彌生時代
弥生时代（日语：／）是日本列岛历史上的一个时代区分，定义为「从日本开始粮食生产到前方後圓墳出现为止的时期」。起源于约前10世纪-前8世纪的九州北部，迅速扩散至伊势湾沿岸后，逐渐传播至东北地区，一直延续到公元3世纪中期。这是继以采集经济为主的绳文时代之后，以水稻农业为主的生产经济时期。在弥生时代后期的公元1世纪左右，西日本的東海和北陆等地区形成了广域区域势力，并在2世纪末于畿内建立了倭国。通常认为弥生时代在3世纪中期向古坟时代过渡，但关于古坟时代的开始年代仍有争议。

## 名称

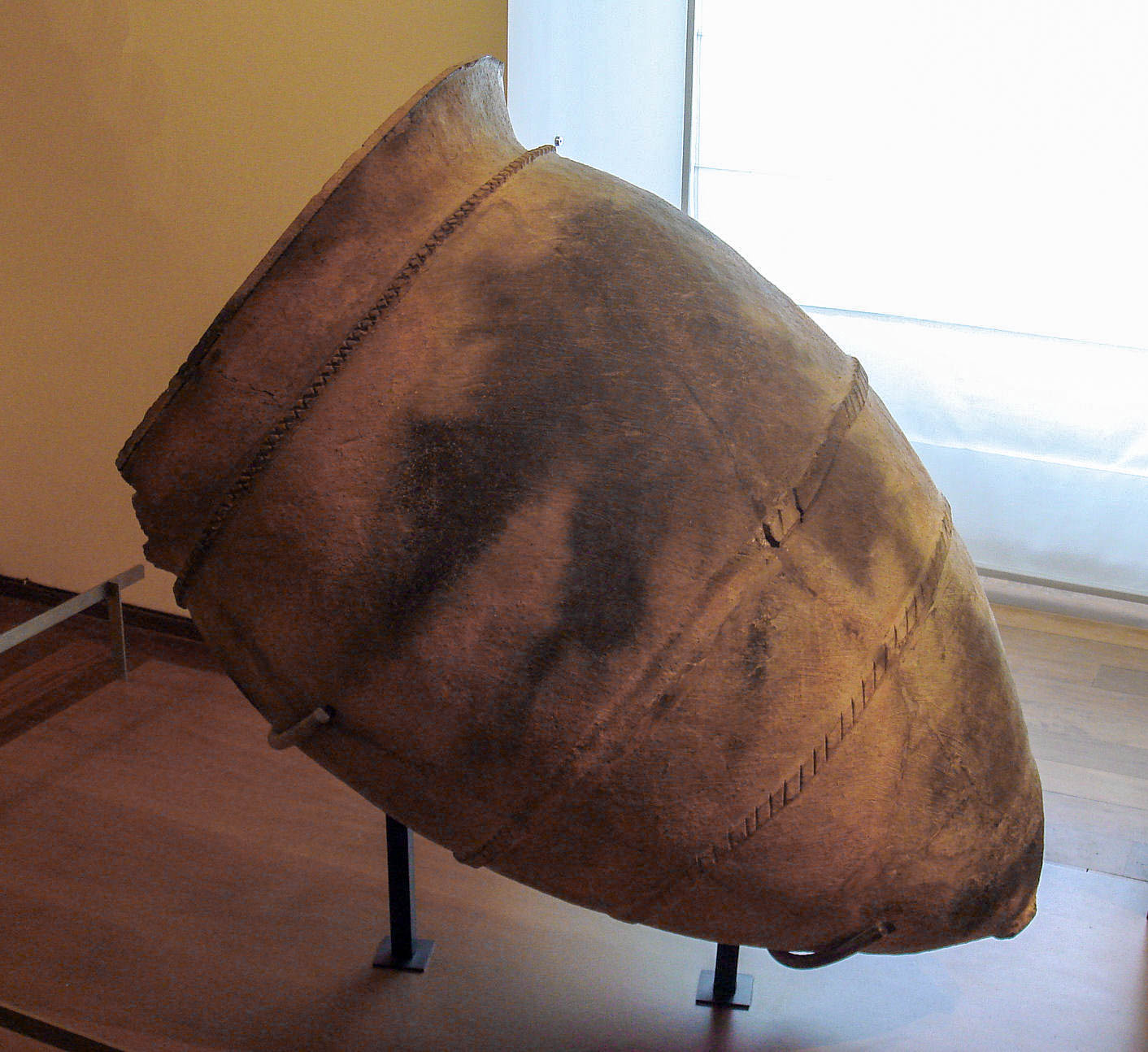
弥生土器

「弥生」这一名称源自1884年（明治17年）在弥生町遗址发现的陶器，因发现地而被命名为「弥生式陶器」。最初，这一时代因「弥生式陶器」的使用被称为「弥生式时代」，但随着佐原真的倡议等对陶器及其年代名称中使用「式」的不合理性进行了说明，提出了「弥生陶器」这一更简洁的名称。此后，「式」逐渐被省略，「弥生陶器」及「弥生时代」的叫法变得更为普遍。

## 概要
公元前10世纪或公元前9至8世纪（详见后述），以水稻耕作技术为核心的生活方式从朝鲜半岛传入九州北部，并逐渐扩展到九州、四国和本州。初期水田的代表遗址包括现今日本最古老的水稻耕作遗址——佐贺县唐津市的菜畑遗址，以及福冈县博多区的板付遗址等。这些遗址发现了集中分布在北九州的水田遗址、大陆系磨制石器及炭化稻谷等，为弥生时代的开端提供了依据。
1981年（昭和56年），在弥生时代中期的青森县南津輕郡田舍館村的垂柳遗址，发现了大范围的整齐水田区划。之后调查发现，在弥生前期水稻耕作已传入东北地区，在青森县弘前市的砂泽遗址发现了小规模水田遗址。到中期，水稻耕作逐步扩展到中央高地的松本盆地和千曲川流域。传入中部地区高地大约花费了200年，原因之一是感光性的稻种无法适应中部高地较短的日照时间。总体而言，水稻农耕以较快的速度纵贯日本列岛，并迅速传播。研究表明，从传入初期阶段开始，水稻耕作已经具备了适应功能的细分农具及堰、水渠、田埂等灌溉技术。弥生时代及其后续的古坟时代中，水田主要以田埂分隔的小区划水田为主，每块田面积最小可达约5平方米。
从事水田建设的人们制造了弥生陶器，通常居住在竖穴建筑中，并建造掘立柱建筑或储藏坑作为仓库。村落布局明确区分了居住区和墓地，居住区周围常设有环壕。
工具方面，初期以石器为主，用于制作工具、耕具和炊具，但逐渐被铁器所取代；青铜器最初用于武器，后逐渐转为祭祀用途。此外，木器也被广泛用于农具和餐具等。
弥生时代因采用水稻农业使粮食储备成为可能，但社会结构与旧石器时代相比并无根本变化，仍然是以实力为主导的社会。掌握水稻耕作知识的人担任“族长”，并指挥稻作活动。随着水稻技术的引入，开垦和水利管理需要大量劳动力，导致集体规模逐渐扩大。集体之间因财富、耕地和水利权等问题发生冲突。通过这些争斗，集体逐步整合，形成了上下关系，最终在各地出现了小国。1世纪中期，「汉委奴国王金印」由东汉授予；3世纪前期，邪马台国的女王向魏国朝贡，并获授象征倭国王地位的親魏倭王金印。
另一方面，南西诸岛和库页岛、北海道未发展水田农业。在南西诸岛，文化经历了冲绳贝冢时代和御城時代；而在库页岛和北海道，则延续了续绳文时代及其后的擦文时代。日本后续的记述主要针对九州、四国及本州。
弥生时代后期至终末期（约2-3世纪），气候趋于凉爽。同时，3世纪经历了弥生的小海退，海岸线退缩，沿岸的沼泽和湖泊逐渐干涸，底部堆积的黏土被河流带来的砂土覆盖。

## 年代

### 弥生时代的分期与开始

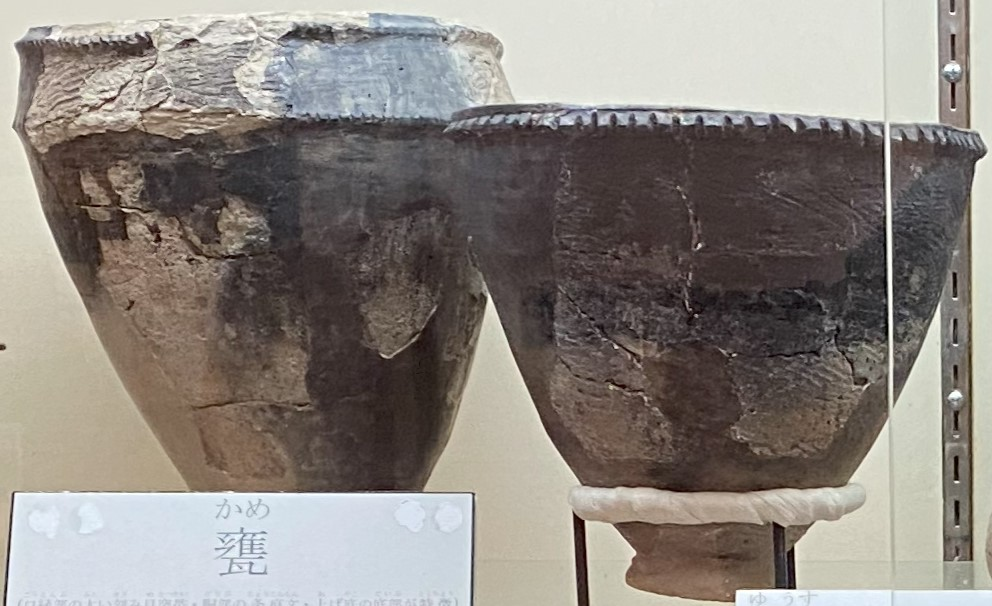
板付遗址出土的口缘部饰有刻目突带纹的夜臼式陶器

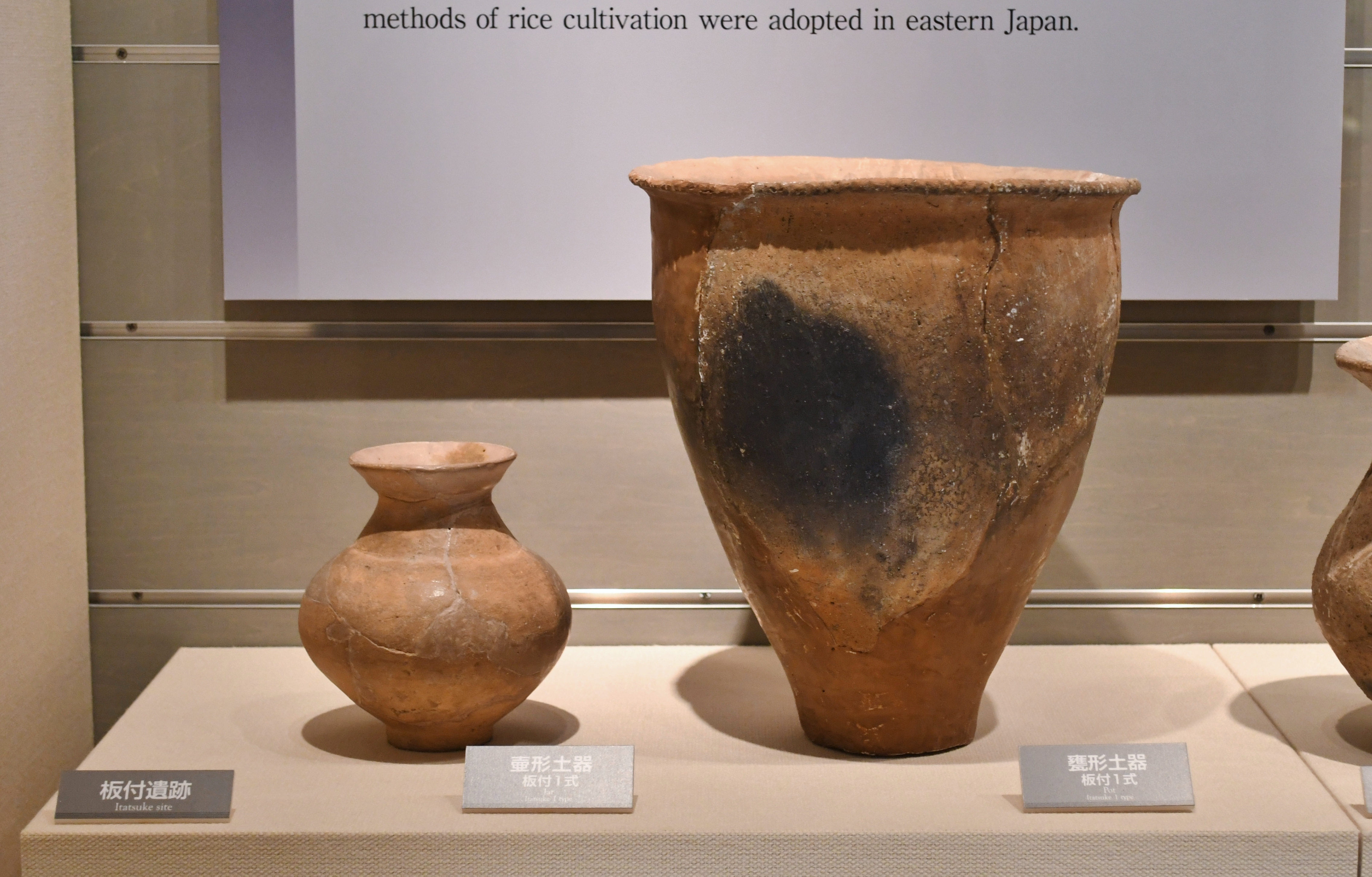
板付遗址出土板付I式陶器

根据陶器类型学，1970年代末以前，弥生时代传统上分为前、中、后三期。随着板付遗址、菜畑遗址等更早的水田在1980年前后出土，现在一般将弥生时代分为早期、前期、中期、后期，共四期。此外，九州以外的地区，先I期、I期至V期的六期划分方法更为常见。（早期=先I期，前期=I期，中期=II至IV期，后期=V期。）  
板付I式陶器是弥生前期最早的陶器，也一直被视为最早的弥生陶器。这一时期拥有水稻耕作、支石墓、大陆系磨制石器、青铜器等所有弥生时代特征。而更早的夜臼式陶器则一直被视为绳文晚期末的陶器。但1978年，在福冈市板付遗址，发现了夜臼期的水田遗迹和木制农具；不久后在佐贺县菜畑遗址发现了更早的山之寺式陶器时期（一直被视为绳文晚期后半）的水田，同时出土有大陆系磨制石器。  
因为山之寺式和夜臼式的瓮通常装饰有刻目突带纹（如图），所以也被叫做刻目突带纹陶器。1980年代后到现在，考古学家们逐渐将水稻耕作技术开始稳定传播并被接受的刻目突带期视为弥生时代的开端，而传统上将其视为绳文晚期后半到晚期末的观点逐渐被抛弃。  
弥生时代最初是指使用弥生陶器的时代。然而，随着对弥生陶器研究的深入，发现它常伴随水稻农业技术体系，这促使学界逐渐认为，弥生时代应定义为以水稻农业为基础的农耕社会，并以此与以狩猎采集混合经济为主的绳文时代加以区分。尽管考古发掘在西日本发现了越来越多早于弥生早期的水稻遗存证据，似乎可以证明绳文时代也存在农耕，但这些更早的水稻证据，无论是在稻作形式、体系还是对水稻依赖程度上，都与弥生早期的水稻农业存在明显不同。而且，明确的水田、木制农具和大陆系磨制石器均出土于弥生早期，这充分证明了弥生早期因水稻农业而与之前的绳文时代有划时代的区别。  

### 绝对年代
21世纪以前的传统观点认为，弥生早期大约始于公元前5世纪中叶，前期从公元前3世纪左右开始，中期从公元前1世纪左右开始，后期持续至3世纪中叶。碳14测年法在刚出现时因误差较大曾受质疑，但随着AMS法在1970年代末出现，测定精度显著提升，相关研究逐渐增多。2003年，國立歷史民俗博物館对弥生陶器上附着的炭化物进行了碳14测年，得出新的年代结论。结果显示，早期始于公元前1000年左右，前期始于公元前800年左右，中期始于公元前400年左右，后期则始于公元50年左右，结束时间与传统的3世纪中叶相同。这一结果较原先认为弥生时代始于公元前5世纪的传统认知整整提前了500年。  
起初，国立历史民俗博物馆的新结论在学界引发争议，但现在，越来越多研究者支持弥生时代的起始年代需要追溯更早的观点。然而，考古学界仍有部分学者对该结论持保留态度，认为其虽广泛传播，却未被完全接受。此外，由于海洋储存效应及年轮年代测定不稳定等问题，目前仍难以精确界定弥生时代的确切开始时间。  

### 与东亚大陆的时间关系
稻作传入传统上被认为与春秋战国动乱时期朝鲜系渡来人的移居有关，但若采用新结论，这一理论将被彻底推翻。春成秀尔（国立历史民俗博物馆研究部教授）指出：“关于弥生时代开始时的东亚形势，传统上一直假定与战国时期有关，但实际上是发生在殷（商）灭亡及西周建立之际，这需要彻底改变我们的认识。同时，弥生前期的开始时间，也与西周灭亡及春秋时期初期相符，因此不得不进行重大修正。”  
此外，医学家崎谷满、研究者宝贺寿男和心理学家安本美典就弥生时代与长江文明的关联性提出了多种理论。然而，由于o1b2在中国南部几乎不存在，以及弥生时代的墓葬制度与长江文明没有直接联系，他们的理论并未得到日本历史学界的普遍支持。  
对这些理论也有人提出质疑：“传统观点认为，战国时期的混乱导致大陆及朝鲜半岛的移民将水稻农业带到了日本，这与稻作开始的时间观念相吻合。然而，尽管战国时期的混乱可以理解，殷的灭亡究竟如何影响稻作的传播却并不清楚。”有学者认为，殷以鸟类崇拜和敬天信仰为特色，可能是东夷系族群（天孙族同源），因此与起源于百越系、承担长江文明稻作传播的民族无关。

## 认识的革新与历史意义

### 与绳文时代的共通性
随着考古发掘的显著进展，曾被认为是弥生时代特征的以下事项被证实在绳文时代就已存在：  
- 稻作及农耕[28][29]
- 高床仓库与大规模聚落[30]
- 木工技术和布制衣物
- 移民人骨的发现存在地区差异
- 未发生完全的人种置换
- 绳文时代遗址中存在稻作痕迹[31][i]

同时，基因研究这一全新的研究方法揭示了以下事实：  
- 文化传播存在显著的地区差异。
- 人种未发生完全更替。

这些发现使得将弥生时代与绳文时代明确划分变得困难，关于弥生时代的起始时间及其定义的讨论随之展开。  

### 认识与意义
关于弥生时代的意义，新的观点认为其重要性并不在于稻作的起源，而在于稻作成为基础后，迈向国家形成的过程。这一观点强调，通过以水稻农业为主的生活方式，弥生文化和弥生时代经历了社会与政治上的深刻变革，这种文化和时代的划分逐渐成为共识。  
根据这一新定义，典型的弥生文化主要出现在日本西部，而东日本的文化与其存在显著差异，被视为不同的文化类型。关于弥生时期东日本的文化，不同研究者使用了多种称谓，如“绳文系弥生文化”、“续（后续）绳文文化”、“东日本型弥生文化”等，目前尚未形成统一名称。然而，这一新定义引发了部分争议，尤其是东日本地区的研究者对其强烈反对，因为该定义可能将其研究领域排除在弥生时代之外。  

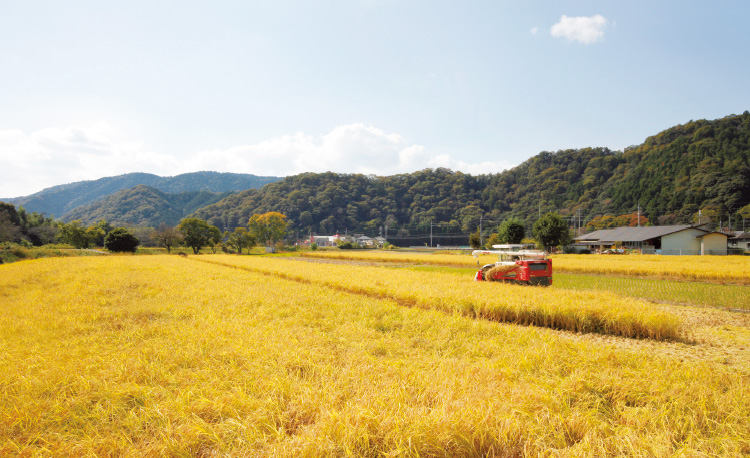
現代水稻收成。

## 水稻技术传入
水稻种植最早始于公元前10至9世纪的九州北部。在公元前9世纪的板付遗址环壕聚落中，已经确认了聚落内部存在阶层差异。

### 弥生时代的农业

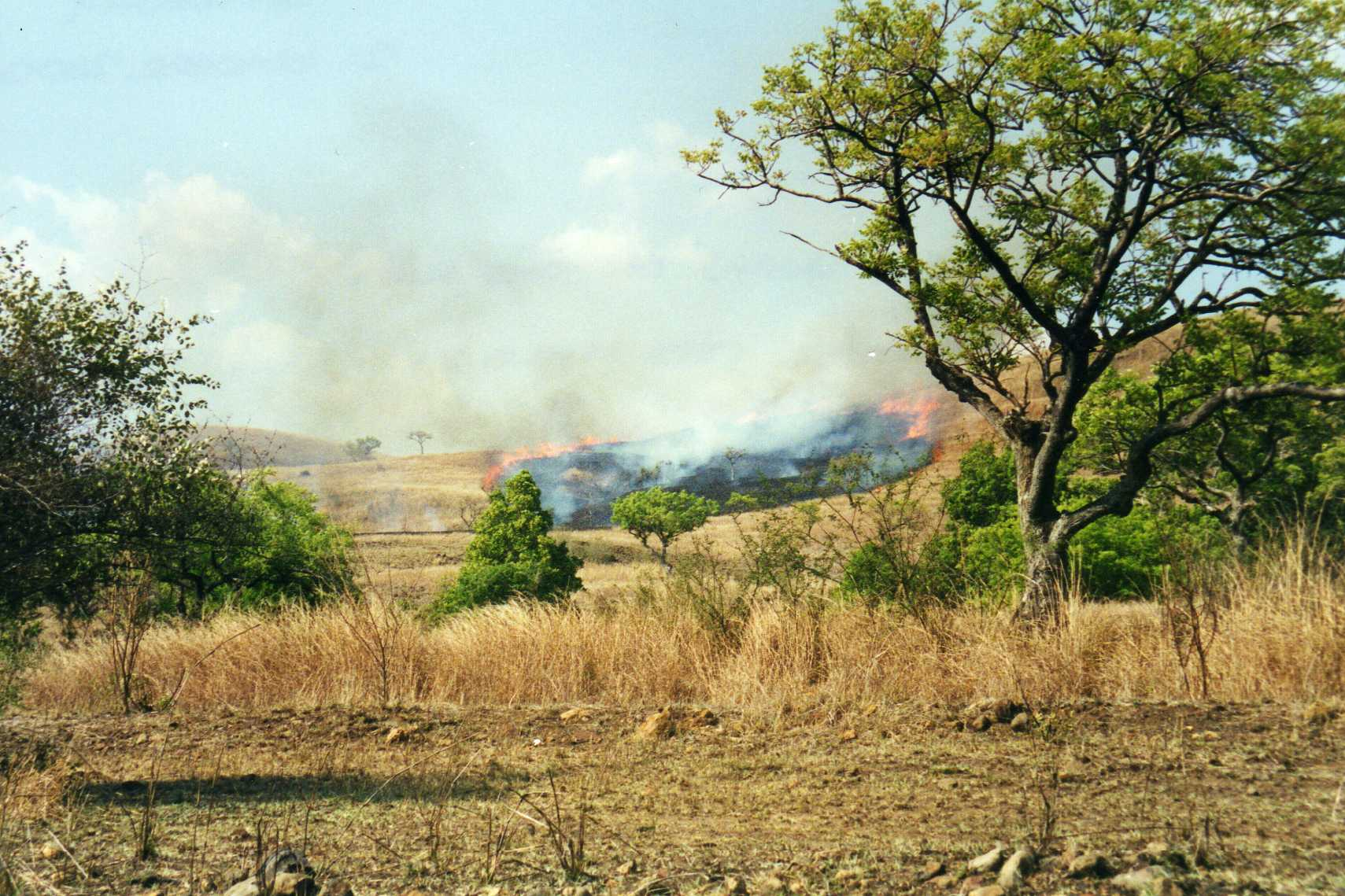
马达加斯加的刀耕火种农业

对于现代日本人而言，稻作通常意味着如右图所示的大片温带粳稻的水田，但在弥生时代的遗址中，温带粳稻与熱帶粳稻常常同时出现。除水稻外，当时还种植着豆类，可能还有芋类等作物，甚至可能存在原始的刀耕火种农业形式。

### 稻的传入

#### 弥生时代前
水稻由野生稻驯化而来，而日本列岛并无自然生长的野生稻，因此是从大陆传入的。水稻的起源曾经有多种学说，如1970年代日本渡部忠世 1977等文化人类学家提出照叶树林文化论，认为起源于云南和阿萨姆地区。而现在一般认为水稻驯化于长江下游。尽管绳文时代可能已有水稻种植，如鹿儿岛大学遗址在绳文中期文化层中发现了水稻植硅石，是日本目前发现最早的水稻遗存，但存在上层土壤污染的可能，其年代仍有争议。绳文后期水稻遗存（包括炭化米、植硅体和陶器上的水稻壳（籾）压痕）数量有所增加，但同样仍有争议。赞成绳文时代日本已种植水稻的考古学家，也认为种植的只是陆稻，并不否认其与弥生早期的水田耕作有本质区别。完备的水田设施以及可靠的水稻遗存均大量出现于弥生早期。

#### 传入途径

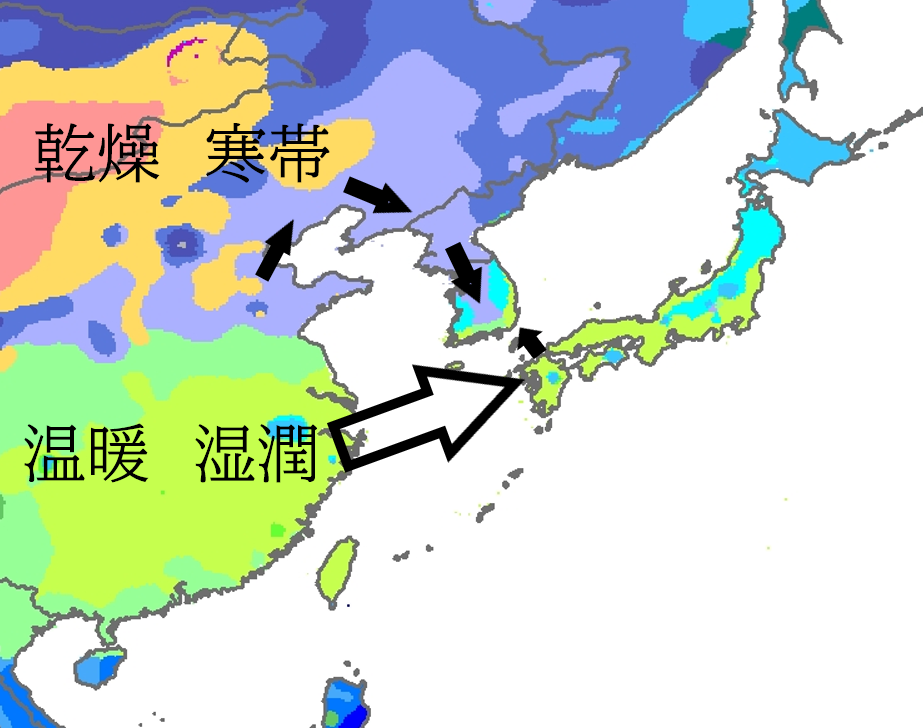
东亚的气候区划与稻作的传入路线假说

水稻种植技术传入日本的途径主要有华北、华中、华南三条路线假说：

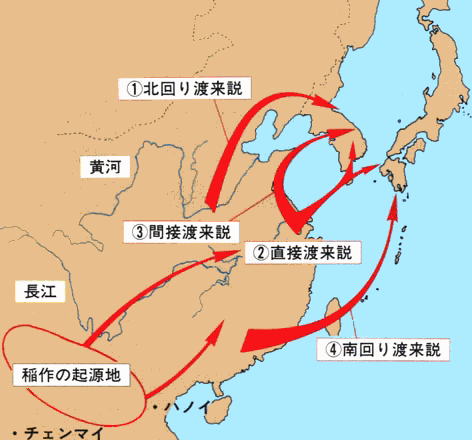
稻作传入路径的不同假说。图中“稻作的起源地”与考古学家的共识有所不同。

1. 华北路线：稻作农业首先从江南地区向北传播至山东。之后，沿陆路环绕渤海湾，或沿海路经过庙岛群岛，抵达辽东后，再传入朝鲜半岛；或直接从山东半岛向东跨海传入朝鲜半岛。最后从朝鲜半岛传入九州北部[41]。
2. 华中路线：稻作农业从江南地区渡过黄海直接传入九州北部[56]。
3. 华南路线：稻作农业从江南经过台湾、南西诸岛，沿黑潮北上，首先传入九州南部[57][41]。

除水稻外，与弥生早期同时期的朝鲜半岛其他文化因素，如：石刀等大陆系磨制石器、新的陶器种类（壶等）、支石墓、房屋类型（松菊里型）等，均与水田稻作技术一同出现在弥生早期的九州北部。且自绳文时代起，两地居民就已有着不间断的交往。因此，华北路线是考古学家的共识。
华中直接传入说由农政学家安藤广太郎提出，主张温带粳稻伴随水田稻作的先进技术，从江南直接传入日本。其依据如下：
- 华南沿孟加拉湾一带的大陆先住民族如苗族，据称具有稻作习惯，这一地区如今仍以粳稻为主[64]。
- 东亚和东南亚对稻的称呼显示一定共性：普通话为/dao/，日语为/ine/，吴语为/nuân/，韩语为/narak/，越南语为/nep/，均有齿龈音[64]。
- 江南不仅是至日本最近的路径，东海的对马暖流及其支流形成了便于集体迁徙的环流[64][s]。
- 与北属文化的朝鲜半岛不同，弥生时代文化归属照叶林文化。[來源請求]

华南传入说由民俗学者柳田国男提出，主张稻作由长江下游经琉球群岛传至九州。
关于这一学说，佐々木高明 2009，第215頁指出，柳田的观点反映了战后日本对自身起源的再思考，并与骑马民族征服王朝说有一定联系。並松信久 2019，第348頁批评柳田未提供实证支持，但也承认他推动了南岛研究的拓展。  
不过，考古学否定了此说：冲绳地区直到御城时代才发现稻作遗迹。尽管如此，国分直一早在1970年代就指出东南亚岛屿地区的稻作技术可能沿着黑潮传播至日本。进一步分析认为，尽管南方路径可能不是稻作传入的主流，但其影响不可忽视。  
例如，发现热带稻在八重山群岛存在，并推测其传入时间可追溯至绳文时代晚期。总结称，“黑潮列岛可能确实是稻作传播的一个重要次要路径。”  
需要注意的是，传入路径可能只有其中之一，也可能经过多个路径。  

#### 「单次传入」与「多阶段传入」

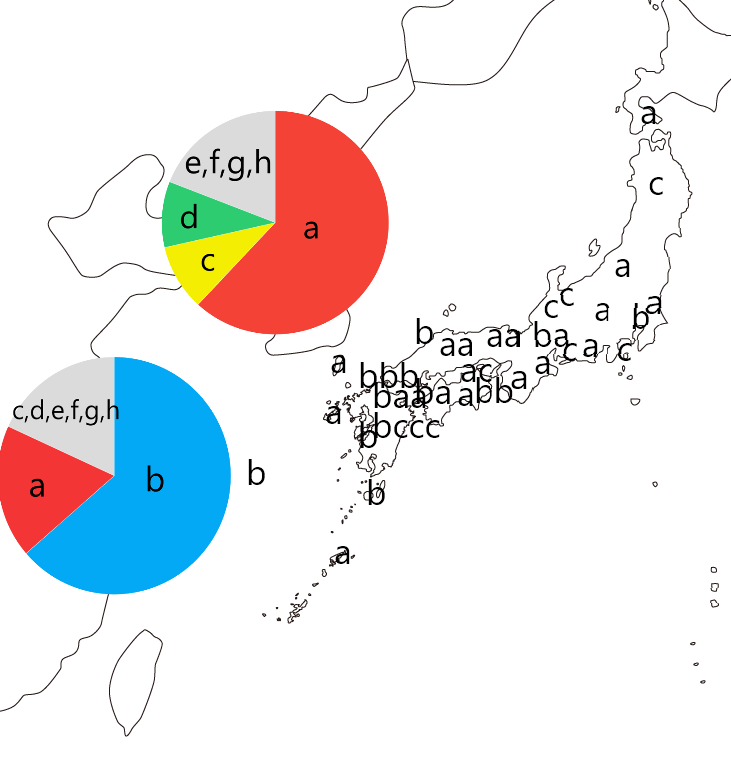
RM1中的8种变形类型的分布

关于日本稻作的起源，日本的考古学家强烈支持「来自朝鲜半岛的单次传入」。对此，一些考古学家以及其他领域的研究者提出了批评。
河野通明 2021，第111-112頁尝试论证稻作人群向日本列岛的迁移可能经历了两波：第一波来自朝鲜半岛，第二波则来自中国大陆的江南地区。
佐藤洋一郎 1992，第732,736頁认为，以往主张的一元论考古学观点需要被重新审视。他提出，热带粳稻与旱稻文化在绳文时代传入，而温带粳稻与水稻栽培则在弥生时代「各自独立地传入」，形成了多重文化。此外，佐藤通过对中日韩250种温带粳稻的SSR多态性分析得出，日本的温带粳稻约有4成来源于大陆，6成来源于半岛。因此，从遗传学角度看，稻种的直接传入是确定无疑的。

### 水稻的普及
在北部九州引入水稻种植约250年后，水稻开始向西日本各地传播。高知平原约在公元前8世纪引入稻作，山阴和濑户内地区在公元前7世纪开始种植水稻，而畿内的河内平原则被认为是在公元前750至550年间开始了稻作。公元前6世纪，稻作进一步扩展至浓尾平原和伊势湾地区，并在此暂时停滞。
在东日本，稻作于公元前3世纪首次在关东地区西部普遍种植，这一发现得益于小田原市的中里遗址的发掘。研究指出，中里遗址的集体组织方式和生活技术等受到了畿内文化的影响，可能是由近畿中部的移民所带来的文化传播。随后，稻作在公元前2世纪扩展到整个关东地区西部。
在更早的时期，公元前4世纪的津轻地区的砂泽遗址以及公元前3世纪的垂柳遗址也发现了水田稻作的痕迹，但尚未观察到因水田农业引发的社会变化，因此这些文化不被归类为弥生文化。
稻作在东日本的传播范围以关东地方西部为东限，仅分布于新潟县至千叶县连线以西的区域 。

### 影响
弥生时代的稻作文化奠定了日本文化的一部分基础。如日本的美称之一「丰葦原之千秋长五百秋之水穗国」；日本神话中众多神名包含与稻作相关的词汇；《日本书纪》记载天照大御神将三神器和稻穗赐予其孙邇邇芸命，让其降临地上，根据这则神话，日本稻作的起源被认为与天皇祖先直接相关；现代日本仍然有许多祈求和感恩五谷丰登的祭祀活动。

#### 农耕社会与阶级社会的形成
绳文时代以狩猎采集社会为主，家庭作为最小的社会集体即可完成经济活动。然而，水稻种植需要人们的组织化协作。人们迁移到水田附近的高地或平原，并定居下来。
为了种植稻米，人们发明了各种农具，如用木制犁和锄头耕地，用石制镰刀收割稻穗，用杵和臼进行脱壳作业。
村落的居民住在竖穴式住居中，稻谷储藏在高床仓库里，这标志着村落的诞生。
夫乐浪海中有倭人，分为百余国，以岁时来献见云——班固，汉书地理志
当时大陆文献记载，当时的倭人分为百余个小国。
稳定的粮食供应促进了人口的增长。
此外，由于稻米可以储存，村内外逐渐产生了贫富差距。这种农耕文化的发展自然而然地促成了社会上下关系的形成。

#### 战乱的爆发
贫富差距成为村落之间冲突的导火索，并逐渐演变为村落之间的争斗。在佐贺县吉野里町和神埼市的吉野里遗址中，可以发现瞭望台、栅栏和壕沟等与抗争相关的遗迹。
经历了多次战乱后，一些由多个村落联合形成的原始小国家，即所谓的“国”（クニ），开始逐渐诞生。

### 弥生人是谁

#### 二重结构说
在考古学领域，九州地区的研究者认为北部九州的绳文人通过文化交流弥生化，而近畿地区的研究者大多认为渡来人在弥生文化中起到了主导作用。
人类学家埴原和郎提出，渡来人来到北部九州，开始稻作并形成了“国”（クニ）。随后，随着人口的增加，逐渐向东迁移，并在古坟时代扩展到西日本各地。埴原认为，弥生至古坟时代的人口动态对现代依然有影响。他指出，西日本主要是渡来系（弥生系）人种，北海道和冲绳县则保留了绳文系人种的特征，而东日本则是两者的混合中间地带。
通过对日本列岛与朝鲜半岛150种温带粳稻的SSR多态性分析发现，日本列岛特有一种b型稻种，而朝鲜半岛不存在这种类型，这表明稻作可能直接从大陆传入，而非经由朝鲜半岛。此外，大陆稻作类型有8种，而日本列岛仅存2种，这说明传入日本的稻种数量极少。
综上所述，水田稻作的传入是由少量人群完成的，绳文时代与弥生时代的人种并未完全更替，染色体分析也支持这一结论。

## 向古坟时代的过渡

### 聚落的变化与政治的统一
弥生中期，各地区内存在的多个政治实体在弥生后期发展为更大范围的政治实体，到2世纪末，形成了以畿内为中心的西日本广域国家联盟。中国镜的分配主体从北部九州转移至畿内，环壕聚落逐渐消失，取而代之的是首领的居馆。考古学研究表明，在2世纪的第2四分之一（约120年至150年），奈良盆地的纒向开始出现大型聚落。随后至至少4世纪末，在覆盖西日本大部分地区及东日本部分地区的范围内，形成了一个统一的政治势力。

### 农民阶层生活方式的统一
变化不仅限于首领阶层，农民阶层的生活也发生了变化。弥生时代西日本的住宅形状多种多样，如圆形、多筒形、隅圆方形等，而到弥生末期，方形区划的住宅迅速普及，并在古坟时代早期扩展至东日本。从绳文时代沿用至今的石器逐渐消失，弥生后期后半期，餐具从北部九州到畿内由木制品转变为陶器。

### 地域间的交流
在古坟时代初期，已经形成了从九州到东北南部之间的广域地域交流。都出比呂志指出，古坟时代的开端以及前方后圆坟体系的确立，在弥生时代开始的民族形成过程中起到了决定性作用。
但需要注意的是，这些变化主要发生在西日本地区。青山博树认为，古坟文化虽然继承了西日本弥生文化的许多要素，但与东日本弥生文化几乎没有继承关系。东日本的古坟文化是在转化为继承西日本弥生文化的古坟文化后才得以形成的。

## 战乱

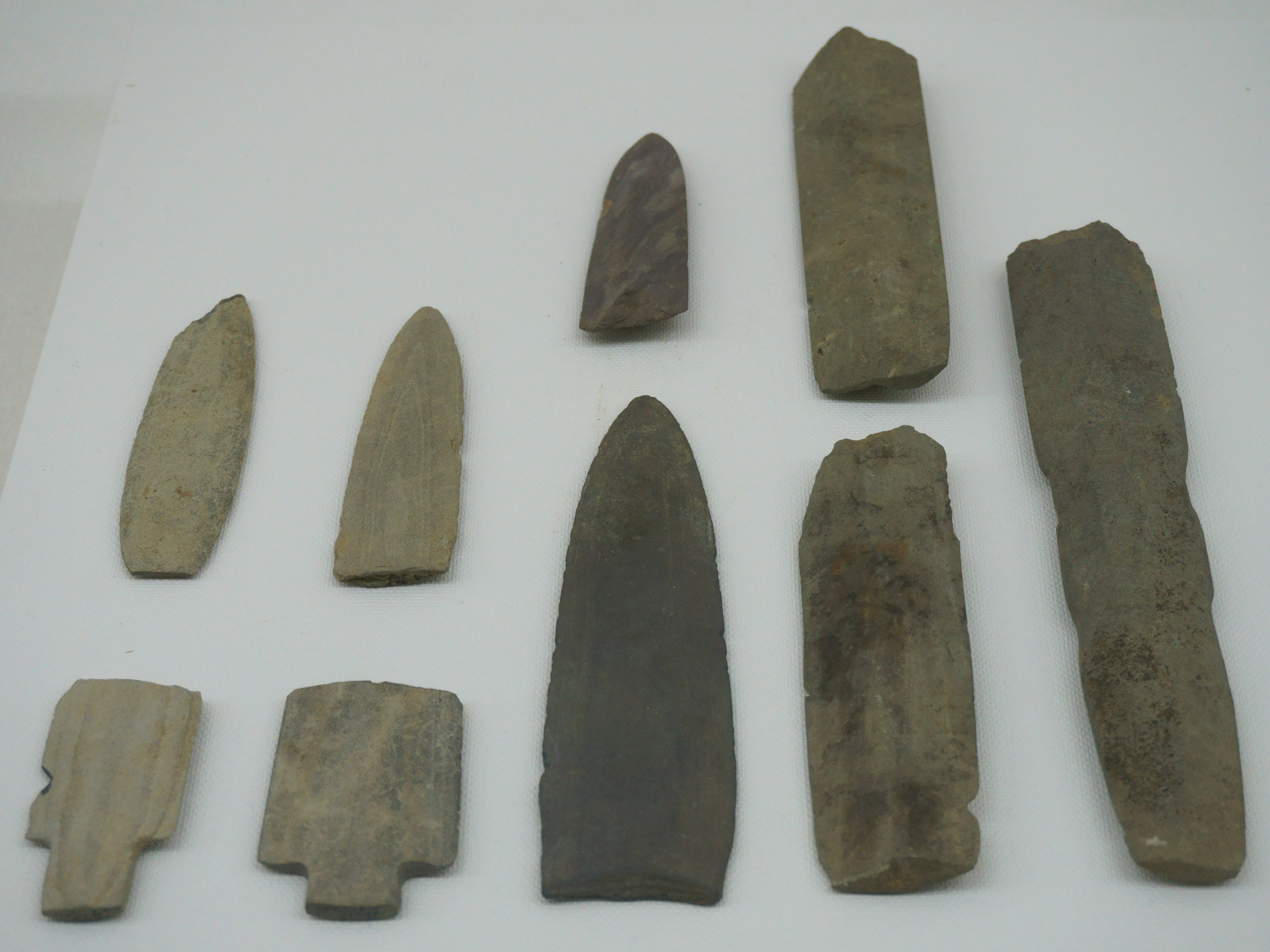
日本列岛最早的实战武器——磨制石剑（出土于佐贺县吉野ヶ里遗址）。

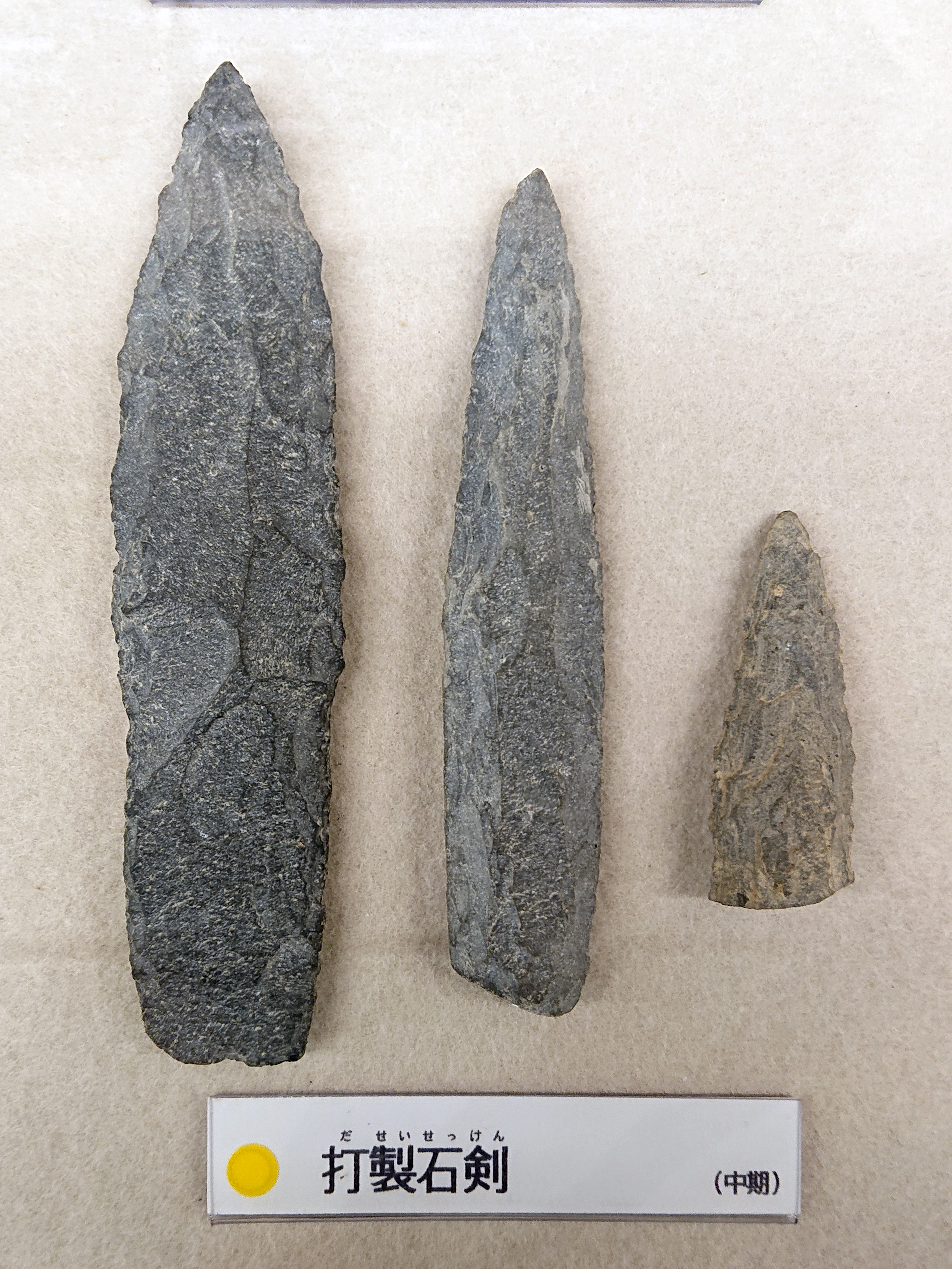
日本列岛最早的实战武器——打制石剑（出土于德岛县，现藏于德岛县立埋藏文化财综合中心）。

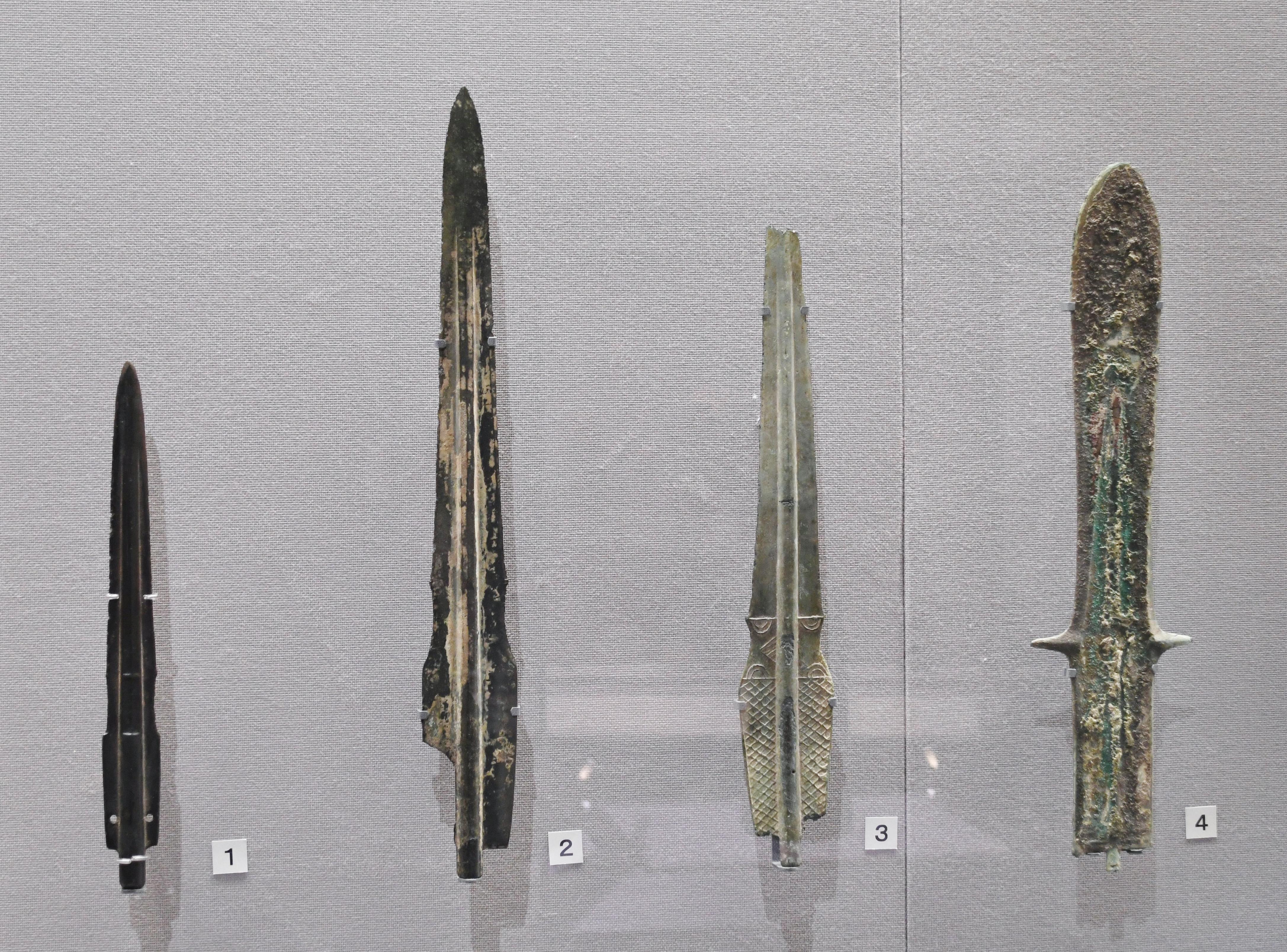
弥生时代的铜剑（东京国立博物馆）。

弥生时代与绳文时代截然不同，是一个存在聚落与地区间战争的时代。在日本列岛正式战争开始的时期，主要的武器是磨制石剑和柳叶形磨制石镞，这些被认为是作为大陆系磨制石器的一部分，与稻作一起从大陆传入的。带有武器伤痕的人骨（受伤人骨）的发现等，证实了战争的存在。此外，聚落周围围有护城壕的环壕聚落，以及建立在低地上方高差超过100米的山顶高地性聚落，也被认为是聚落或群体之间存在争斗的证据。
佐贺县的吉野ヶ里遗址是环壕聚落的代表。

### 受伤人骨
在北部九州地区，从弥生前期到中期，经常发现石剑、石戈、铜剑、铜戈的切尖出土于棺内。这种现象曾被认为是将武器切尖作为随葬品埋入棺中的“切尖随葬”习俗。然而，1975年（昭和50年）在福冈县饭冢市的スダレ遗址出土的一具瓮棺墓中发现，有一具人骨的椎弓板插入了一枚石剑的切尖。这一发现表明，这些武器的切尖实际上是在刺入人体后折断并残留体内，是弥生时代存在杀戮和战斗行为的证据。
弥生时代早期的例子包括在福冈县糸岛市的新町支石墓群（新町遗址）24号木棺墓中，发现了一具男性人骨，其股骨插有柳叶形磨制石镞，推测其死于战争。此外，这具男性的木棺下方另有一个埋藏他人头部（仅发现牙齿）的小土坑，可能是埋葬了该男性所击败的敌人的首级。在战国时代和幕末，战争或恐怖活动中收取敌人首级的习俗仍然存在，其起源可以追溯到弥生时代。
此外，在福冈县筑紫野市永冈遗址中，发现了一具右臂外侧骨折、额头到右眼有致命伤痕的男性人骨。右臂骨折被认为是在用手臂防御武器攻击时形成的“防御伤”，但最终未能防御住致命的面部伤害。
在山口县下关市丰北町的土井ヶ浜遗址中，一座弥生时代前期墓葬中发现了15枚石镞，分布在埋葬人骨的胸部至腰部区域，因此被称为“英雄之墓”。类似胸部集中发现大量石镞的墓葬事例，在以濑户内海为中心的西日本一带较为常见。
已确认的杀伤人骨案例以成年男性为主，显示参与战斗的主要是男性。然而，在长崎县平户市的根獅子遗址以及前述的福冈县筑紫野市永冈遗址中，也发现了女性受伤人骨，表明女性也可能参与战斗。此外，在筑紫野市的隈・西小田遗址中，发现了一具头部被切断、仅剩躯干的瓮棺埋葬案例，推测是战斗中被敌人斩首的尸体被带回并埋葬。
这种受伤人骨的现象在绳文时代并非完全没有，例如岩手县陆前高田市的中泽滨贝冢、福岛县相马郡新地町的三贯地贝冢、爱知县田原市的伊川津贝冢及保美贝冢、冈山县仓敷市的船元贝冢，以及爱媛县上浮穴郡久万高原町的上黑岩岩阴遗址中，曾发现因石镞、石斧或骨角器受伤的人骨。此外，高知县土佐市的居德遗址群出土了10具带有刀伤的晚期绳文时代人骨。这些发现表明绳文时代也存在杀人，但案例极少，因此难以断定是集体间的武力冲突（即战争），更可能是个体间的决斗。
此外，关于弥生时代的受伤人骨是否全为战斗牺牲者，也存在争议。有观点认为，应考虑处刑或某种仪式性杀害的可能性。例如，从土井ヶ浜遗址出土的被射入16支箭矢并破坏面部的男性人骨，以及大阪府四条畷市雁屋遗址和兵库县神户市新方遗址中发现的多支箭矢集中射入特定部位的人骨案例，被认为可能是处刑或制裁的结果。此外，从佐贺县神埼市高志神社遗址或吉野ヶ里遗址出土的因多种武器攻击而受伤的人骨，以及前述隈・西小田遗址中被斩首的人骨，也被认为可能与巫术行为或战后示众处刑有关。

### 战乱的发生与演变
日本列岛正式的群体间武力冲突，即战争，被认为始于弥生时代早期的公元前5世纪至前4世纪，起源于九州北部。

#### 第一期抗争
根据松木武彦的复原，弥生时代早期，作为与中国大陆、朝鲜半岛交往门户的九州北部，从大陆引入了稻作文化与稻作技术。携带稻作文化的大陆移民与此前居住在日本列岛的原住民（即所谓的绳文人）进行交流，逐渐在列岛普及了农耕社会以及与之相关的生活方式、行为模式和习俗。随着人口的增加，为争夺适合稻作的耕地，不同群体（村落间）之间开始出现对立。此外，大陆移民不仅带来了稻作技术，还引入了磨制石剑、磨制石镞等对人作战的武器，以及通过组织化武力解决群体问题的思维模式，即“战争思维”。这些因素引发了日本列岛正式进入武力冲突的时代。
最早的对人武器实例出土于佐賀县唐津市的菜畑遗址，包括弥生早期的角岩制磨制石剑和柳叶形磨制石镞。前述福冈县糸岛市的新町支石墓群（新町遗址）24号墓中，发现了一具股骨插有柳叶形磨制石镞的男性人骨，并与另一人的“首级”一同埋葬，被认为是弥生早期的案例，甚至被称为日本列岛的“首位战争牺牲者”。
此外，在面向玄界滩的福冈平原地区，弥生早期出现了如江辻遗址（福冈县糟屋郡粕屋町）和那珂遗址（福冈县福冈市博多区）等被认为是防御性聚落的环壕聚落。
进入弥生前期的公元前3世纪，九州北部的各群体（村落）间可能在地盘和秩序方面达成了一定的协议，导致冲突暂时平息。然而，同一时期，在濑户内海沿岸地区至近畿地方，随着石制武器（如打制石剑和打制石镞）的出土数量增加以及环壕聚落的增多，争夺耕地的群体间冲突逐渐扩展至西日本更广范围。松木将此定义为弥生时代的“第一期抗争”。

#### 第二期抗争
在九州北部，经历了第一期抗争后的短暂平息期后，约公元前3世纪末至前2世纪初，冲突再次加剧。这一时期的武器发生了变化，从朝鲜半岛新引入的青铜制剑、戈和矛开始出现。同时，石制武器也有所变化，从第一期抗争时模仿朝鲜半岛磨制石剑和磨制石镞的形式，发展出了日本列岛独有的形态，并且磨制石戈也被引入。
进入弥生中期的公元前1世纪，新的铁制武器（剑、矛、戈、镞）开始引入，由于其威力优于青铜制和石制的对人武器，后者逐渐衰退。同时，在近战武器（剑、矛、戈）中，只有剑（铁制短剑）继续在实战中使用，而矛和戈因尺寸增大不再适用于实际战斗，转变为祭祀用器物。
在以濑户内海为中心的中国地区、四国地方、近畿地方及东海地方，经历了第一期抗争（公元前3世纪）后的平息期，到了弥生中期约公元前1世纪初，冲突再度加剧。此地的打制石镞逐渐大型化，传统的打制石剑以外，磨制石剑也开始使用，同时打制石戈被引入。青铜制和铁制武器也逐步开始流通。在奈良县奈良市的四分遗址（しぶいせき）等地，发现了疑似因这些武器被杀害的受伤人骨案例。环壕聚落规模不断扩大，例如大阪府和泉市与泉大津市的池上·曾根遗址，奈良县磯城郡田原本町的唐古·钥遗址，以及爱知县清须市的朝日遗址等纷纷涌现。松木武彦将此阶段定义为“第二期抗争”。
第二期抗争从考古学角度来看，是多个小型群体（村落）割据的状态，通过群体间不断的抗争，弱小群体被整合到强大群体之下，逐渐形成更大范围的集体的过程。例如，在九州北部的福冈平原，公元前3世纪有约20个小型群体（村落）割据，但到了前2世纪，比惠遗址群、板付遗址群、诸冈遗址群、须玖遗址群、门田遗址群等五大遗址群开始持有青铜制武器，成为强大的势力。进一步到前1世纪，须玖冈本遗址成为一个拥有首领（王）墓葬和青铜器、铁器生产作坊的大型聚落，确立了其在福冈平原的核心地位。以这些拥有强大首领（王）的核心聚落为中心的势力范围，被认为是弥生时代的“国”。须玖遗址群被认为与《后汉书》中记载的奴国相对应。从考古学角度来看，与奴国相关的“国”可能包括糸岛市的三云·井原遗址为中心的伊都国、唐津湾沿岸的末庐国、以及福冈县饭冢市的立岩遗址群对应的不弥国。
此外，在关东地方，这一时期（公元前1世纪，弥生中期）开始出现环壕聚落，被认为是类似于西日本第一期抗争中因争夺耕地而发生的群体间冲突在此时开始。

#### 第三期抗争
进入公元1世纪后，铁制短剑的地位进一步提高，在九州北部，作为战斗参与者墓葬的随葬品的例子逐渐增多，而矛和戈到了弥生后期的公元2世纪完全成为祭器。此外，1世纪时大陆制造的铁制直刀（大刀）开始流入，例如在福冈县糸岛市井原镰沟遗址的王墓中发现了随葬铁刀，福冈县小郡市的横隈狐冢遗址和鸟取县鸟取市的青谷上寺地遗址中，也出土了因铁刀伤害的遗骸。同时，此时铜镞开始普及，比铁镞稍晚。铜镞的普及被认为与其轻便、适用于大陆系短弓、射程较远，以及可通过铸造技术大批量生产的优势有关。
松木武彦将公元1世纪至公元3世纪期间弥生时代后期的战争定义为“第三期抗争”，认为这一时期在武器种类和战斗技术上发生了重大革新。刺突为主的短剑战斗方式之外，加入了以斩击为主的刀；大量生产的铜镞被引入，使战争从原本的小规模“村落攻击”（ムラ攻め）演变为更大规模的集体战斗（会战、野战）。史书《后汉书》《东夷传》及《三国志》《魏志倭人传》中提到的“倭国大乱”，被认为是发生在第三期抗争的公元2世纪后期。这一事件表明，九州北部至濑户内、山阴、近畿和东海地区的各强大集体（“国”）的首领为了争夺被大陆王朝认可为“倭国王”的地位，展开了激烈竞争。这一地位能够优先获得大陆的先进物资和朝鲜半岛的铁资源。

#### 大规模杀戮与村落毁灭的案例
鸟取县鸟取市的青谷上寺地遗址是显示大规模集体屠杀的典型遗址。该地位于日置川和胜部川汇流点南侧，从弥生中期开始形成村落，到弥生后期末段因战争而废弃。
遗址东侧的环壕（可能兼具防御和港口功能）中，发现了5300多件共计109具人骨，其中至少110件、共10具人骨显示出杀伤痕迹。这些人骨包括女性、老人和幼儿，显示出无差别杀戮的迹象，部分骨骼有短剑造成的切伤，或被青铜镞刺中。15至18岁的年轻女性人骨显示，额头遭到武器攻击致死。这些受伤人骨中，仅一例显示治愈痕迹，其余皆因骨伤直接死亡，被认为几乎是即死。
环壕中的遗骸显示了特殊的埋葬现象：许多人骨带有非武器造成的刮削痕迹，推测这些遗骸曾被埋葬于其他地方，不久后被挖出，再重新埋入环壕中。
此外，环壕中还发现了大量完整的建筑构件和各种生活用品，出土数量之大在通常遗址中极为罕见。

### 环壕聚落与高地性聚落
环壕聚落和高地性聚落一般被认为是为了应对群体之间的争斗而建造的防御性聚落。环壕聚落的西部边界位于福冈县福冈市博多区的那珂遗址等九州北部地区，东部边界在太平洋一侧延伸至千叶县佐仓市的六崎大崎台遗址及该县东金市的道庭遗址等房总半岛地区。日本海一侧的北部边界则在新潟县新潟市秋叶区的古津八幡山遗址及村上市的山元遗址。此外，若将秋田县秋田市的地藏田遗址（围有四座建筑的栅栏）算入，则日本海一侧的防御性聚落的北界还可进一步北移。

#### 环壕聚落的特征
环壕聚落的特点是聚落位于台地或微高地上，并在其周围挖掘呈V字形的沟壕（环壕）。环壕聚落在学史上常被视为弥生时代为防御战争而建造的标准聚落形态。
对此，藤原哲对环壕=弥生时代标准聚落=防御性聚落的观点提出质疑。他在重新检验全国范围内的环壕聚落案例后发现：有许多所谓的“储藏坑专用环壕”遗址，并未发现建筑群（聚落），仅有被认为是储藏坑的土坑，这些遗址在被认为环壕聚落增多的弥生前期后半至中期初西日本地区大量存在。此外，确凿的环壕聚落存在显著的区域性分布特点，且相对于弥生时代的聚落总数，环壕聚落数量极少。基于这些原因，他对环壕聚落作为防御性标准聚落的观点提出疑问。
另外，赤冢次郎对东海地方的代表性环壕聚落爱知县清须市的朝日遗址进行了研究，指出该遗址北侧聚落的环壕及所谓的逆茂木（防御尖桩）和乱桩，仅存在于弥生中期后半末的短暂时期，并被大洪水形成的砂层掩埋。这一时期与被认为是战斗激化证据的大型打制石镞的存在时间（弥生中期中叶）并不一致，因此他推测，这些逆茂木和乱桩可能是洪水防护设施。此外，他还将该县一宫市的猫岛遗址的环壕视为类似于洪水防护的轮中设施。
关于环壕的功能，还有其他解释，例如用于区划聚落、加强群体凝聚力、排水等功能。因此，有学者认为，环壕的功能可能因地区和时期而异，应根据具体情况赋予不同的意义，包括防御和战争目的在内。
此外，有观点推测，北关东和东北地方的广大地区由于稻米产量较低，可能因此较少受到战争影响。

## 交易与铁

### 日本与朝鲜半岛的陶器交易
起源于朝鲜半岛的突带纹陶器在九州及西日本被发掘。朝鲜的陶器频繁地在北部九州及西日本被发现，这表明弥生陶器的形成受到朝鲜半岛无纹陶器的影响。在绳文时代，黑曜石和陶器已经在朝鲜半岛被发现，显示两地间存在一定的交易。到了弥生时代，交易活动更加活跃，弥生陶器也在朝鲜半岛南部被发掘，早期主要集中在金海地区，这表明当时已开展交易。
从前期后半开始，弥生陶器数量增加，尤其是中期，在朝鲜半岛勒岛发现了大量弥生陶器，显示倭人曾前往交易。这条交易路线以勒岛与壱岐的原之辻为中心，在原之辻还发现了无纹陶器。到弥生后期，勒岛的弥生陶器减少，交易逐渐转向金海地区。

## 政治

### 政治与高地性聚落、大型墳丘墓

#### 外交
弥生后期，公元57年，北九州的奴国王向乐浪郡派遣使者，并接受了刻有“汉倭奴国王”字样的金印。50年后，倭国王师升率领众多小王朝贡，再次接受金印。这一时期，关于倭国的疆域是否包含本州或仅限于九州仍存在争论，但可以推测已经形成了一定区域范围的统治。
随后，卑弥呼被推举为共主，并建造了被认为是其墓葬的箸墓古坟，标志着进入古坟时代。
总体而言，弥生时代虽以一词概括，但“国”的形成始于前期，尤其是中期，到了后期，这一统一过程进入最终阶段。

#### 弥生中期后半开始的高地性聚落
作为传统上被认为是防御性聚落的类型之一，高地性聚落在弥生时代中期后半至末期（IV期后半至末期）以及后期中叶至末期（V期中叶至末期）频繁出现在濑户内海沿岸至大阪湾一带。这类聚落位于比一般弥生时代聚落更高的地点（相对平地的高度差为50至300米以上），其分布范围从北部九州扩展到北陆、中部及东海地区。1970年代之前，一般认为畿内IV期大致与北部九州后期前半相当，畿内V期对应后期后半，实际年代约为公元50年至250年。

#### 高地性聚落与倭国大乱
史书记载的“倭国大乱”大致发生在2世纪后半至末期，与当时的年代学对应于畿内IV期末至V期前半。因此，长期以来高地性聚落的盛行被视为倭国大乱导致的结果。然而，随着畿内与九州年代对应关系的修正，倭国大乱被重新归类为畿内V期后半至末期，与畿内IV期的高地性聚落并不同时。因此，目前主流观点认为畿内IV期的高地性聚落与倭国大乱无关。
关于畿内IV期的高地性聚落，有观点认为这一时期可能存在未被史书记载的战争，但也有观点认为无需假设战争背景。后者的支持者认为，这些聚落可能是为了监视海上交通，或是从事以旱作农业为主的生活方式，因此无需居住在更适合水田耕作的低地。另一方面，后期后半的近畿高地性聚落（如大阪府和泉市的观音寺山遗址和高槻市的古曾部遗址）因其环壕防御结构，被认为是山城，与史书记载的倭国大乱年代几乎一致，因此被普遍视为与倭国大乱有关。

#### 后期的地方势力扩张与大型墳丘墓的出现
虽然主要发生在倭国大乱之前，但随着时间推移，大型聚落逐渐控制小型聚落，聚落内的首领阶层逐步壮大。首领阶层开始被埋葬在墳丘墓中，这反映了身份差异的出现。弥生时代后期，不同地区的墓葬形式差异日益显著。在近畿周边出现了方形低墳丘墓，在山阴（出云）至北陆地区出现了四隅突出墳丘墓，而在濑户内地方则出现了大型墳丘墓。

##### 吉备地区
在濑户内地方的吉备地区（现今冈山县与广岛县东部），弥生后期规模最大的墳丘墓是冈山县仓敷市的盾筑墳丘墓（最大长度约80米）。这一地区的首领葬礼使用了大量特殊器台形陶器和特殊壶形陶器，这些陶器起源于吉备地区，随后分布至美作、备前、备中和备后地区，发展中心位于备中南部的平原，并未扩展至周边区域，这是其一大特征。

##### 山阴地区
山阴地区的墳丘墓被认为起源于中国山地的三次地区，并在出云地区发展成熟。出现了四隅突出型墳丘墓（较大的墓长约45米，宽约35米），这些墓运用了堪比后来的古坟时代的土木技术，其分布从出云地方扩展至北陆的能登半岛。出云地区的安来和西谷墳丘墓群中发现了台形陶器和壶形陶器，显示出吉备和出云两地可能存在同盟关系。

#### 各地墳丘墓的样式融合导致古坟的形成
这些墓葬的特点逐渐融合，形成了后来的古坟（如前方后圆坟）。弥生时代的地方势力可以大致分为北部九州、吉备、山阴、近畿、三远地区（东海）和关东势力。随着时间推移，这些地方势力逐渐联合形成一个更大的势力。为了扩大水田农业所需的农田及获取铁制农具，以及围绕区域间交易的争端，各地之间的战争不断推动了时代的进程。在近畿地区，环壕聚落最早出现在弥生前期末期，并在中期以后逐渐普及。

#### 乱与卑弥呼
《魏志倭人传》记载，在卑弥呼统治邪马台国之前，各地诸国相互对立，频繁攻伐。此外，《后汉书·东夷传》中提到，在桓帝和灵帝期间，倭国大规模混乱。
近年来，随着对畿内弥生时代IV、V期年代的重新校订，这些事件被认为大致对应于弥生时代后期后半至末期（V期后半至VI期）。这一时期，畿内为中心的高地性聚落出现在从北部九州延伸至濑户内海、山阴、北陆、甚至东海地区以东的广泛区域。此外，环壕聚落的数量也明显增多，这些现象被普遍视为倭国大乱的证据。
然而，与前代相比，此时期武器发展有限，尤其是近战武器在随葬品之外的发现极少，同时受伤人骨的数量较少。因此，具体的战斗频繁发生的观点并未得到广泛支持。关于倭国大乱的具体争端性质，目前尚未得到明确解答。

#### 邪马台国畿内说与九州说
根据邪马台国畿内说，从考古学角度来看，北部九州势力向大和迁移的直接物证较少。近年来的研究更倾向于认为，北部九州的势力以获取铁等资源和大陆舶载品为中心，建立了一套物流体系，而畿内势力试图重组这套体系，由此引发了冲突。另一方面，邪马台国九州说则认为，弥生时代后期中叶以后，濑户内海地区的铁器出土量明显少于北部九州，而铁器制造技术也明显落后于北部九州。关于倭国大乱的起因，有观点将其与记纪神话中的神武東征相联系，认为北部九州的势力南下迁移至大和并建立了大和朝廷。

### 日本与中国的交易

#### 中国史书中的弥生时代倭
在中国史书中，《论衡》记录了周代关于倭的相关知识。随后，《汉书》提到前汉时期，倭人分散居住于多个国家，并派遣使节来访。
《后汉书》（南北朝时期，成书于432年）中记载，57年，倭奴国王从后汉光武帝处接受了金印。107年，倭国王帅升（或倭面土国王帅升）向后汉献上生口。
该书还提到2世纪后半倭国发生倭国大乱，表明弥生时代末期的日本可能处于战乱状态。
《三国志》的《魏志倭人传》详细记述了3世纪倭国的情况，提到卑弥呼女王统治邪马台国等内容。

#### 吴的铜镜
虽然中国三国时代的吴与倭国之间并无正式交往的文献记录，但在日本和中国的交易中，发现了两面刻有吴年号的画文带神兽镜：
- 山梨县西八代郡市川三乡町大冢的鸟居原冢古坟中出土了一面刻有赤乌元年（238年）纪年铭文的铜镜。
- 兵库县宝冢市安仓古坟中出土了一面刻有赤乌七年（244年）纪年铭文的铜镜。

## 经济基础

### 农业

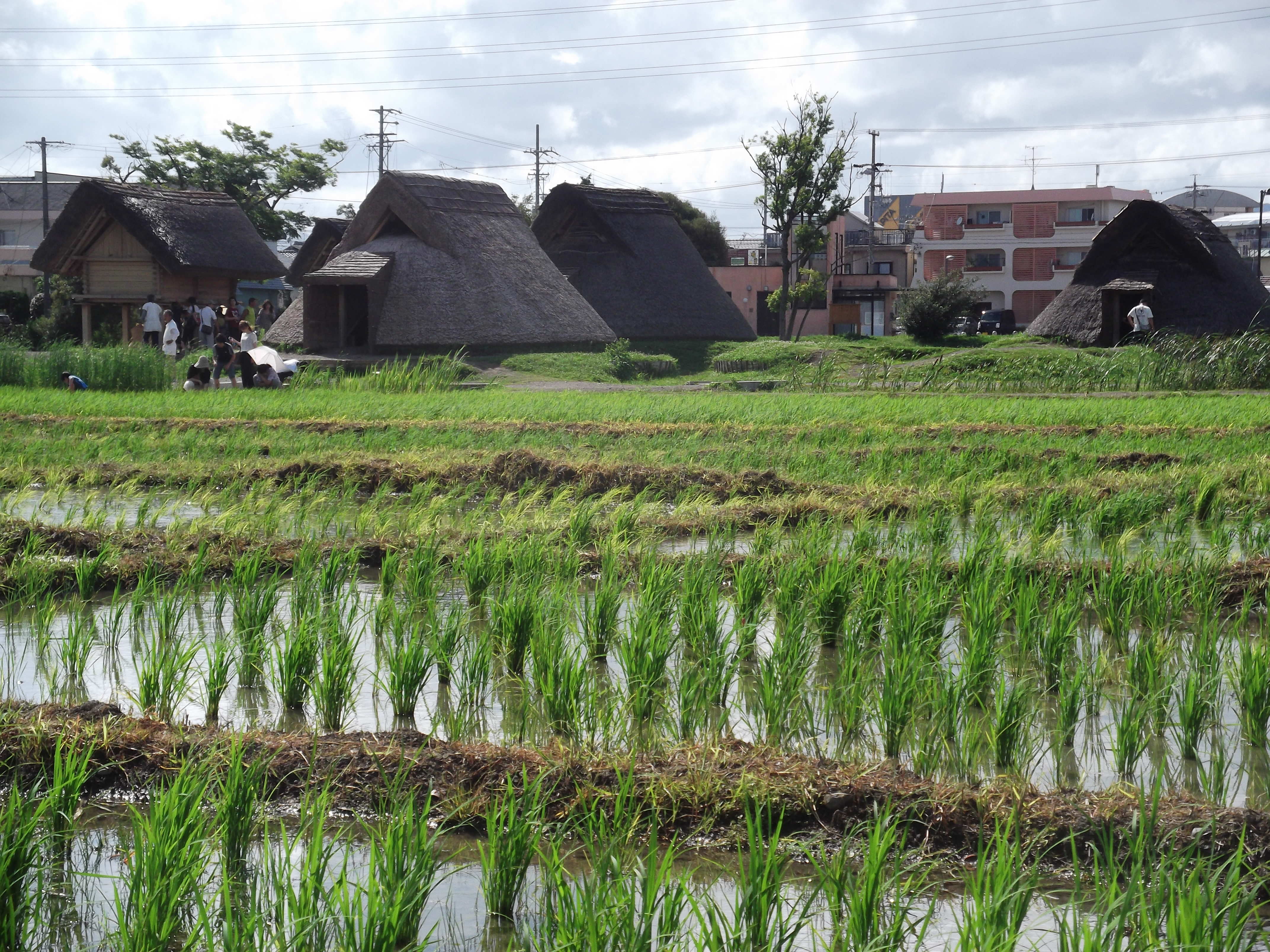
登吕遗址（2012年7月15日拍摄）

通常认为日本人的主食自弥生时代开始水稻耕作后便是大米，但根据1917年（大正6年）内务省和1878年（明治11年）大藏省进行的全国食物调查显示，城镇、市区及乡村的米食量依次递减，因此也有人认为情况并非如此。
那么弥生时代水田的收成量是多少？弥生时代前期主要为下田与下下田；中期仍为下田与下下田；后期（登吕时期）则为中田与下田，收成量并不高。在先进地区，前期每日摄入大米量约为1勺，中期为6勺至1合，后期也未超过2合。淀粉不足部分主要通过橡子等坚果类补充。

### 畜牧业
弥生时代虽实行水田农业，但与大陆伴随猪、马、牛等家畜利用的农业不同，弥生时代长期被认为是“无家畜农业”。目前虽仍认为未见牛、马的饲养，但在日本各地发现了猪的饲养遗迹。
1988年和1989年，在大分县大分市的下郡桑苗遗址中发现了与猪相关的3个野猪头骨和1个猪头骨。西本丰弘根据形态特征判断，这些野猪头骨为家养化的猪，从此之后弥生猪的发现案例逐渐增多。此外，1992年在爱知县的朝日遗址发现了鸡的跗跖骨。
关于弥生猪的来源，尽管绳文时代已有野猪饲养记录，但尚未发现野猪向猪过渡的个体遗存。此外，日本列岛的野猪个体因岛屿化呈现大小差异，而弥生猪的体型却明显不同，因此弥生猪被认为是从大陆引入的。
关于弥生猪的血统，也通过线粒体DNA分析进行研究。2000年小泽智生的分析表明，12个样本中有11个被判定为日本野猪。2003年石黑直隆等人采用不同方法分析了10个样本，结果显示6个样本与现生日本野猪属同一组，4个样本与东亚家猪同属一组，并指出后者仅分布于西日本西部部分地区。此外，关于绳文时代用于狩猎的狗，研究显示作为食用家畜的狗是从大陆引入的。
然而，畜牧业并非主要产业，获取蛋白质的主要途径仍是狩猎和渔猎。

### 渔业

#### 縄文时代贝冢的衰退与弥生时代的渔业
在绳文时代，关东地方沿东京湾岸形成了大规模贝冢，以黑鲷和鲈鱼捕捞为主的内湾型渔业广泛开展。然而，关东地区的贝冢数量在绳文晚期减少，到弥生时代前期时，绳文型贝冢完全消失。与此同时，三浦半岛等外海沿岸地区的外洋渔业仍在继续。显示外洋渔业痕迹的洞穴遗址中，发现了外洋沿岸岩礁的鲍鱼、圆顶螺，以及外洋性回游鱼类如鲣鱼、鲨鱼和沿岸鱼类如真鲷的遗存。绳文时代出土的鲍鱼数量较少，推测弥生时代可能开展了潜水捕鱼活动。作为渔具，发现了鱼钩、鱼叉和鱼矛等，尤其是绳文后期在东北地方太平洋沿岸特有的旋转式鱼叉头值得关注。
弥生中期，全国范围内形成了以文蛤和疣螺等内湾泥滩贝类为主的小型贝冢。渔业中使用了从大陆传入的管状土坠，用于网捕的网具技术得到发展并多样化，特别是在濑户内海地区得到了显著发展。此外，内湾型渔业还包括饭蛸的蛸壶捕鱼。
尽管如此，在延续了绳文以来渔业传统的关东地区，弥生中期仍确立了稻作农业社会。例如神奈川县逗子市的池子遗址群，这里既发现了弥生中期的稻作农业痕迹，也有外洋渔业的贝冢遗存。推测该遗址曾进行鱼叉捕鱼、鲣鱼钓鱼和网捕等渔业活动。由于发现的鱼类（如鲣鱼）通常在农业繁忙的夏季捕捞，加上鱼叉捕鱼和钓鱼技术的专业性，推测存在专门从事渔业的技术性群体。

#### 淡水渔业的兴起
弥生时代，随着稻作农业的发展，水田和灌溉渠等新的淡水环境出现，催生了以淡水鱼类和贝类为对象的渔业。例如，爱知县清须市的朝日遗址是一个伴随大规模贝冢的稻作农业与渔业兼备的聚落遗址。在内湾渔业的基础上，该遗址还进行以田螺、鲤科鱼类、鲫鱼、鲶鱼和泥鳅为对象的淡水渔业。随之产生了专门的淡水渔具，如在大阪市八尾市的山贺遗址和福冈县春日市的辻畑遗址中，出土了用于捕获淡水鱼类的鱼筌。

#### 各地的渔业活动
在北海道，由于未引入稻作农业，延续了绳文型渔业，以捕猎海兽和寒流性鱼类为主。
在九州北部，绳文时代外洋渔业发达，发展出称为西北九州型联合式鱼钩的独特鱼钩。这种鱼钩在绳文时代仅见于北九州，但到弥生时代已传播至山阴地方。
在关西地方，如大阪湾岸的宫之下贝冢等，发现了绳文型贝冢在绳文晚期至弥生中期持续存在的例子。

## 物质文化

### 石器
石器主要分为两类：一类是从绳文文化传承下来的打制石器，另一类是从朝鲜半岛无纹陶器文化传入的磨制石器（也称大陆系磨制石器）。打制石器包括石镞、刮削器（削器、掻器）等，作为狩猎工具（武器）或工具使用。主要材料为讶山岩等安山岩类岩石或黑曜石，这些石器的制作继承了绳文时代的技术。
另一类为随水稻农耕一同传入日本列岛的大陆系磨制石器，包括蛤刃磨制石斧、凿入片刃石斧等工具，以及石刀、石镰等农具，这些是弥生时代为满足水稻农业需求而新引进的开垦、耕作和收割工具。此外，作为大陆系磨制石器的一部分，磨制石剑和磨制石镞也传入日本，并在金属武器（青铜、铁）普及之前被广泛用于实战。
受其影响，打制石剑等剑型打制石器也被制作并用于实战。

### 青铜器
青铜器从朝鲜半岛和大陆传入北部九州。北部九州及其周边地区盛行铜矛、铜剑、铜戈等武器型青铜器，而以畿内为中心的地区则以铜铎为代表。北部九州、山阴和四国等地区的武器型青铜器在弥生前期末传入并迅速开始生产。这些青铜器最初既是权威的象征物，同时经过打磨后也被实际用于战斗。出土的此类青铜器多随葬于墓中，表明其为个人所有物。到弥生中期前半，武器型青铜器逐渐增厚。与此同时，铜铎从一开始就被认为是用于祭祀，但随着时代发展逐渐大型化，其悬挂结构退化，从内置钟舌的鸣响器转变为观赏用的祭器。
多纽细纹镜于弥生前期末期传入，这是一种起源于春秋时期中国北方辽西一带的铜镜。到了弥生中期后半的公元前1世纪下半叶，九州北部的厚葬墓中，如三云南小路遗址，集中出土了大量来自中国中原的西汉镜，可能是西汉下赐之物。到了后期的1世纪以后，汉镜出土减少，多为破镜。平原遗址出土了5面大型内行花纹镜，直径约45厘米，周长约八尺，被视为日本神话中三神器之一的八咫鏡。
此外，青铜器还包括少量犁头等农业工具、锯刨等手工具，以及箭镞等小型武器，但数量远少于大型器物。
青铜器的生产主要采用铸造工艺。弥生前期末至中期前半的生产遗迹主要集中于佐贺县佐贺市至小城市的佐贺平原南西部。到中期后半，生产逐渐转移至福冈市的那珂遗址、比惠遗址群，以及春日市的须玖冈本遗址群。除平形铜剑外的大多数武器型青铜器推测均在这些遗址群中集中生产。

另一方面，铜铎的生产集中于近畿地方，但与北部九州相比，缺乏明确的青铜器生产遗迹，因此其生产和流通体系仍有许多未解之谜。

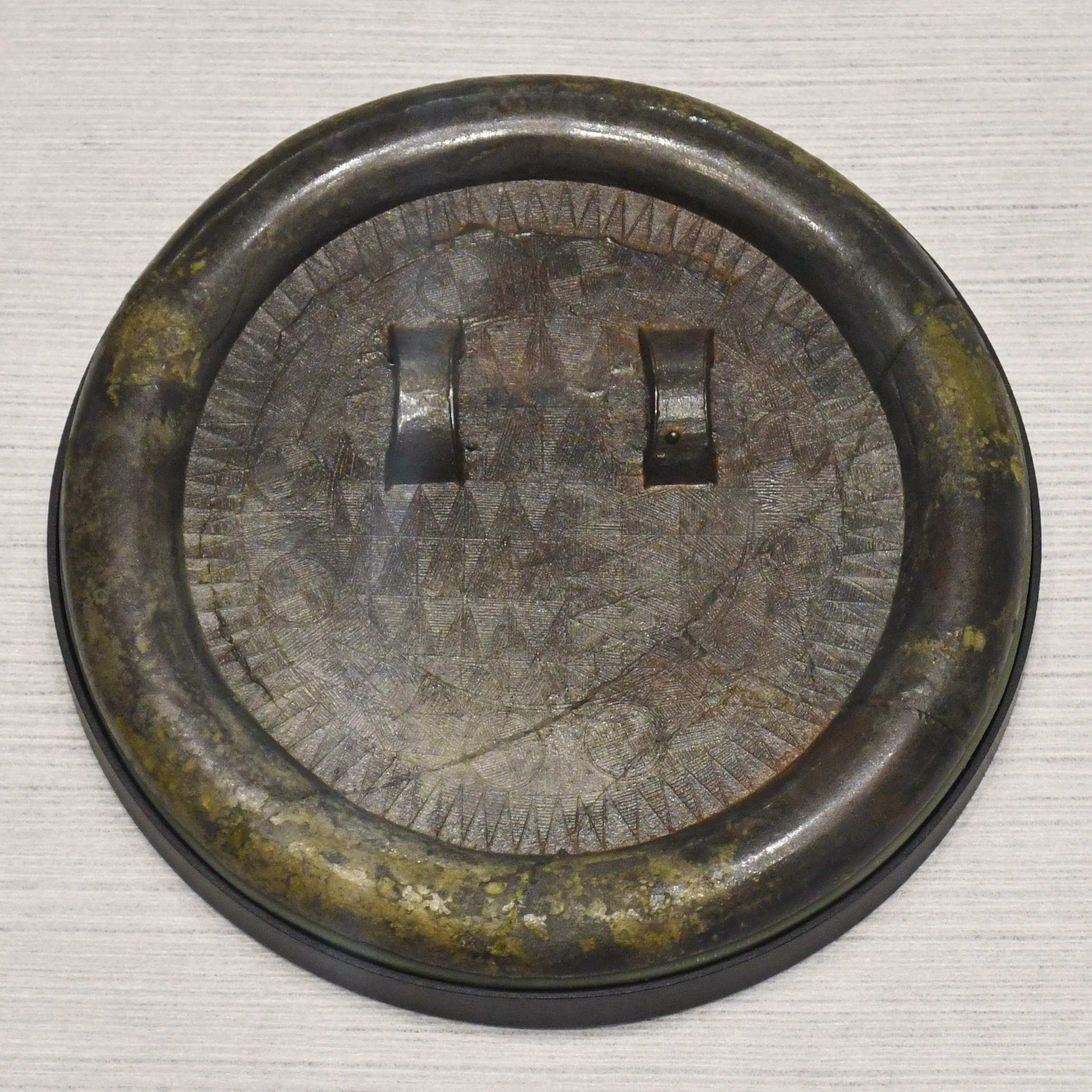
吉武高木遗址3号木棺出土多纽细纹镜（日语：多鈕細文鏡）
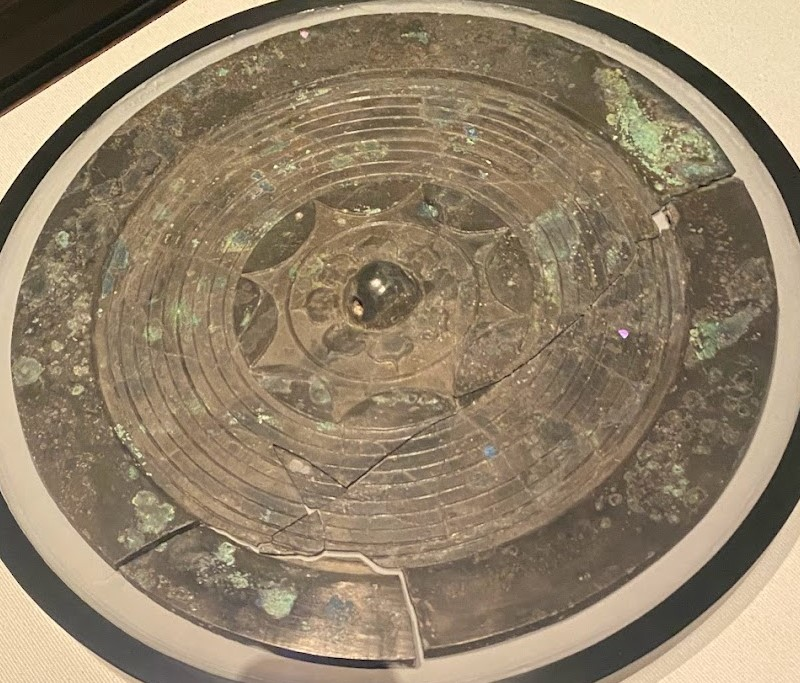
九州国立博物館展出福冈县平原遗址（日语：平原遺跡）出土弥生后期大型内行花纹镜（日语：大型内行花文鏡）

### 铁器
到弥生中期前半，铁器在北部九州以工具为中心普及，随后在弥生后期扩展至西日本全域，并逐渐用于武器和农业工具。铁器因其耐久性和锋利性，主要用于工具和农具（特别是收割工具）。早期铁器多由加工锻造铁斧的碎片制作而成的小型工具；到中期前半，北部九州开始生产称为袋状铁斧的本地铁器，随后扩展至西日本各地。出土铁器还包括小刀（刀子）、铁镞和凿状工具等。
这一时期铁器的原材料依赖从朝鲜半岛进口，弥生时代尚未发现本地冶铁技术，冶铁活动可能始于古坟时代后期。弥生时代铁器生产工艺包括切割加工的刻切工艺和通过锻造塑形的锻造工艺。尽管有少量铸造案例的可能，但铸造需要极高温度的熔炉，而弥生时代是否具备这种技术仍存疑。
在北部九州（特别是福冈市）地区，锻造铁器生产在弥生中期前半开始。而八女市等地直到弥生后期仍以刻切法为主。尽管濑户内地方到弥生后期也传入锻造技术，但技术水平低于北部九州，同时刻切工艺仍被广泛使用。
弥生后期，从玄界滩沿岸遗址中出土了大量铁器，而濑户内海沿岸及近畿地方遗址中铁器数量甚少，推测玄界滩沿岸地区可能垄断了铁资源的获取渠道。这种资源垄断可能引发战争，推测以近畿地方的大和势力为中心形成了如邪马台国联盟般的广域政治联合体，但这一假设尚无确凿的考古学证据支持。

### 陶器
与绳文时代相比，弥生时代的陶器种类大幅增加。绳文陶器主要只有深钵和浅钵（深钵相当于瓮，用于烹饪，浅钵用于吃饭）。到了弥生时代，随着稻作农业的传入，陶器种类也变得丰富，新出现了用于储藏粮食的壶、豆替代了浅钵用于吃饭，还有瓮盖、器台、用于埋葬的瓮棺等。
弥生陶器主要源自朝鲜半岛无纹陶器，传播到日本发展为前期的板付式陶器，向东传播称为远贺川式陶器，在弥生前期广泛分布于西日本，甚至传播至东北地区也有零星分布。本地传统的绳文陶器也并没有消失，绳文时代的深钵演变为弥生早期刻目突带纹的瓮，而后在九州各地逐渐演变成各式各样的瓮。
前期西日本统一的远贺川式陶器到了中期，在各地发展成为各式各样的陶器。如九州北部发展为須玖式陶器，出现了精致的红色研磨陶器（丹塗土器）用于各种仪式；濑户内海沿岸出现有各种曲线、直线纹样的栉描纹陶器。
弥生陶器采用泥条盘筑法成型，平地堆烧，一般呈明亮的橙红色，无釉。
与绳文时代的绳文陶器相比，弥生陶器常被认为装饰较少，但实际上，装饰较少的陶器主要集中在弥生前期阶段和中期以后的西日本地区，尤其是北部九州。而在其他地区和时代，陶器常带有丰富多样的装饰。

陶器的生产一般被认为由各个聚落自给自足完成。然而，与陶器生产相关的遗址并不多见。近年来，研究者注意到一些陶器的烧制失败品，以及因受高温而导致器壁薄裂的陶器碎片，提出了在大型聚落中可能存在集中化陶器生产的假说。此外，由于陶器形态常能清晰反映地域特征，研究者通过分析陶器特征，区分了本地制造的陶器和从其他地区运入的陶器，并指出陶器的流通量可能远比之前认为的更大。

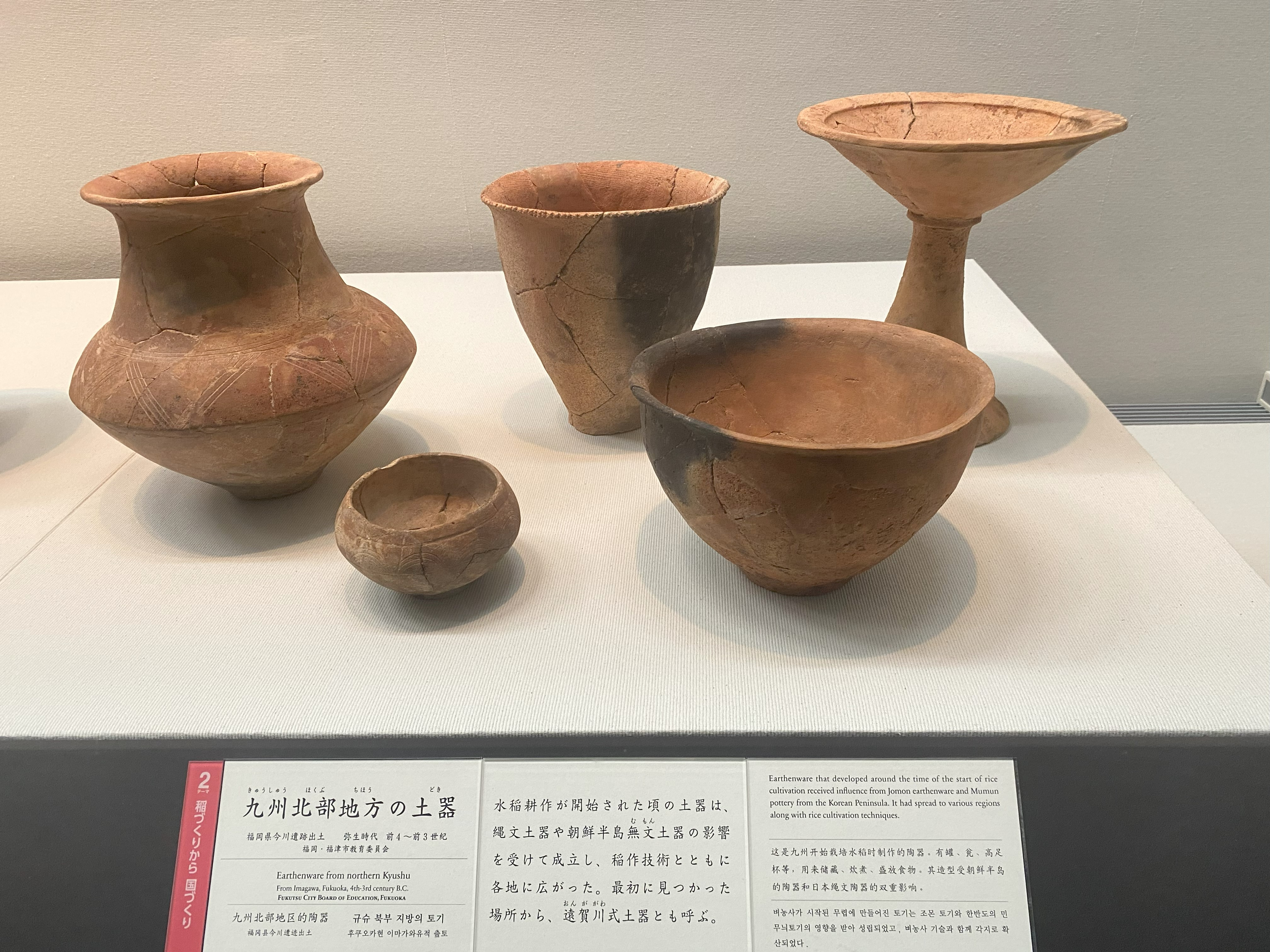
九州國立博物館展出福冈福津市今川遗址出土弥生前期远贺川式陶器组合。后排从左至右依次为壶、瓮、豆。起源于朝鲜半岛的无文陶器。
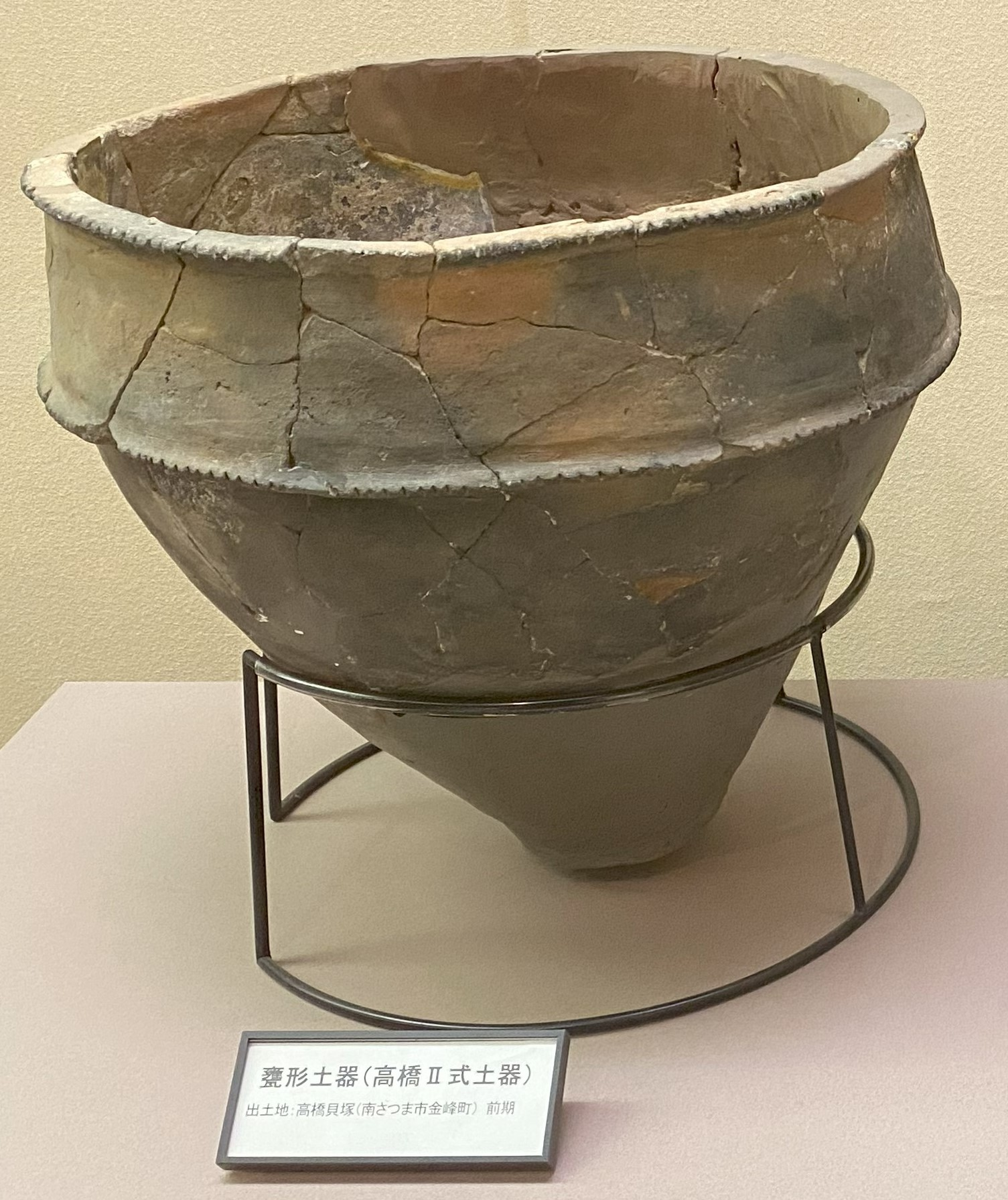
黎明馆展出鹿儿岛南薩摩市高桥贝塚出土弥生前期高桥II式瓮。起源于日本本地早期的刻目突带纹陶器
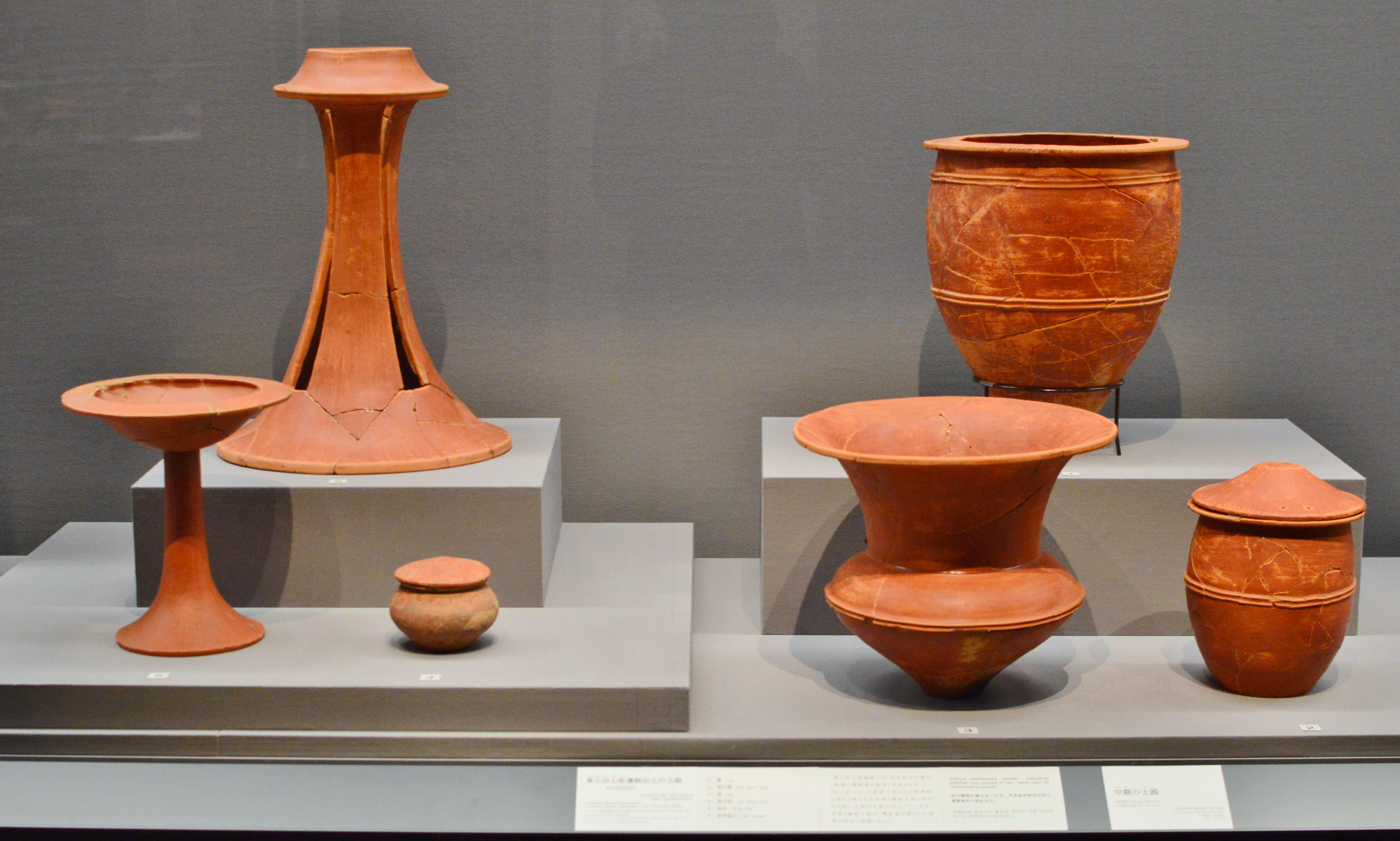
东京国立博物馆展出福冈筑前町東小田七板遗址出土弥生中期須玖式红色研磨陶器组合

### 木器（木制品）

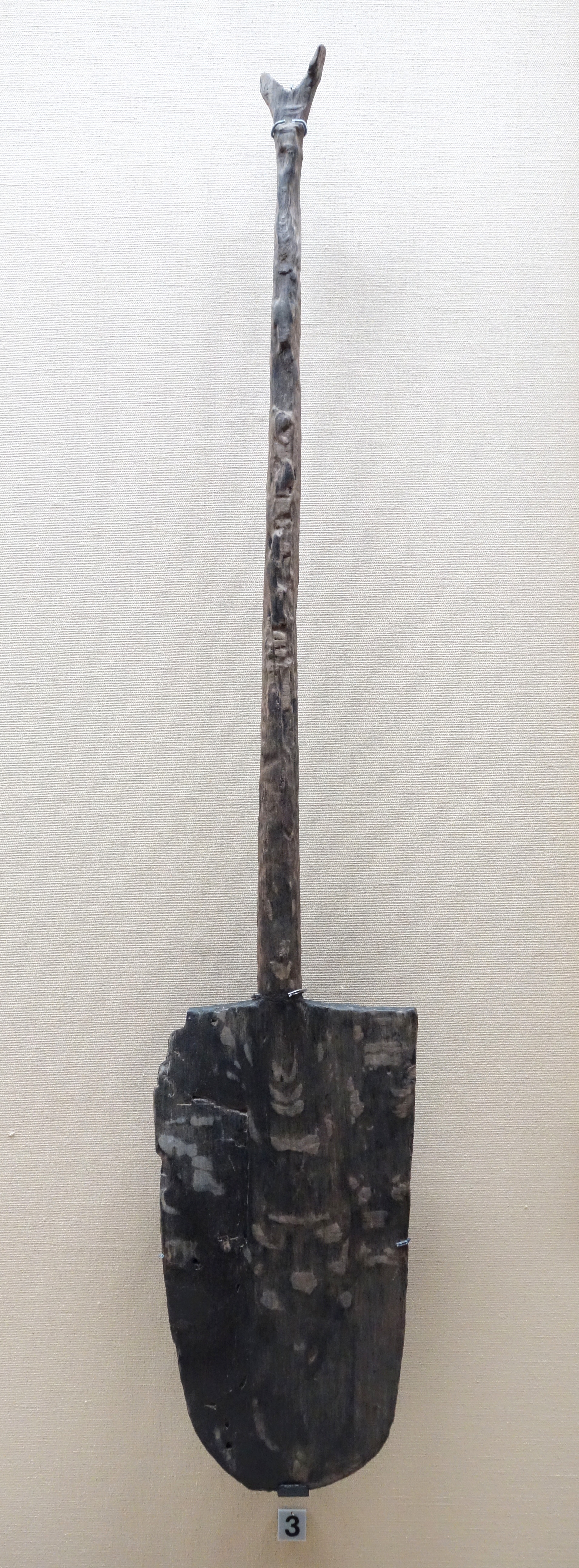
木制农具（东京国立博物馆）

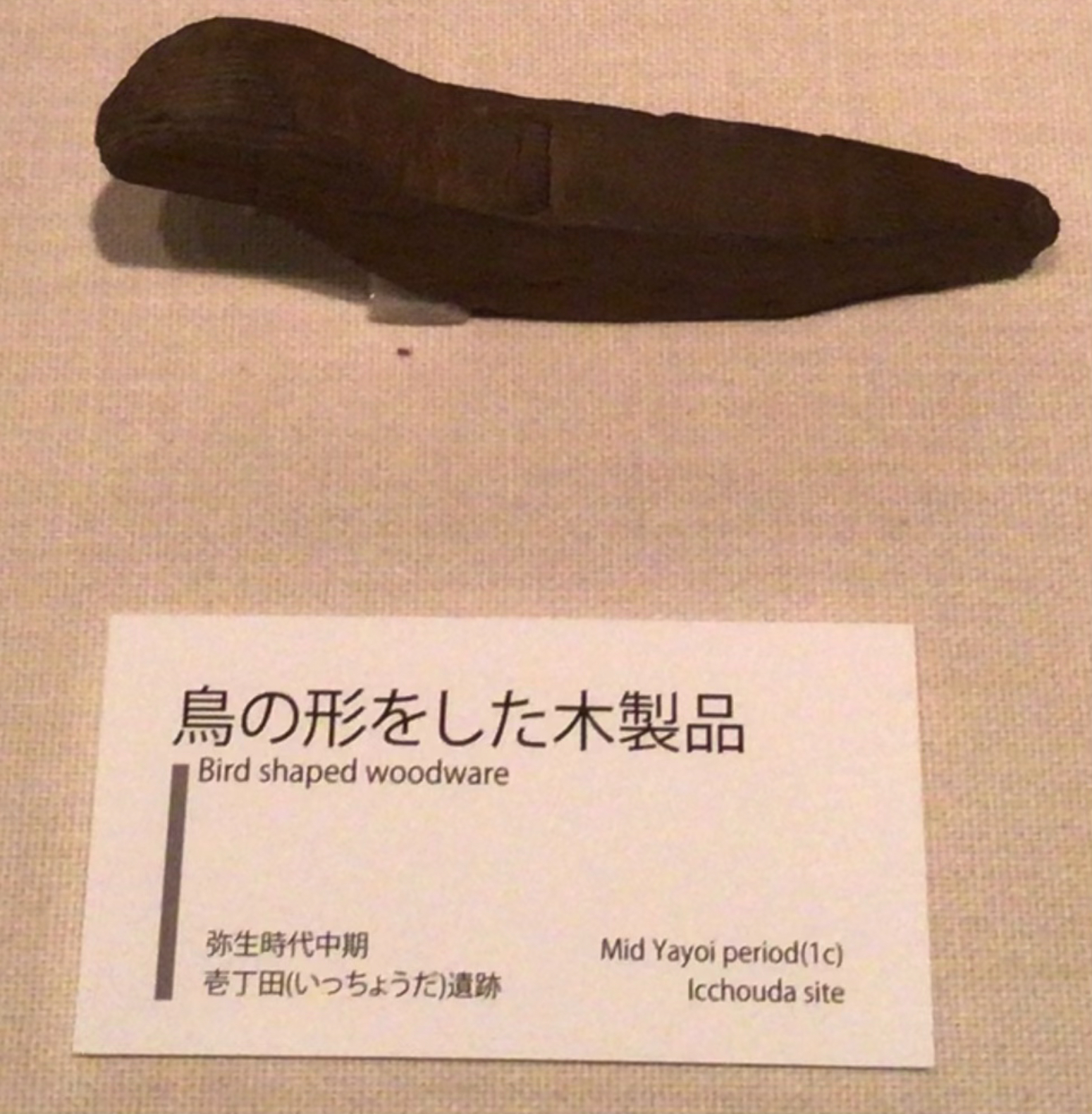
岛根县出云市壹丁田遗址出土的鸟形木制品（出云弥生之森博物馆）

弥生时代的木器和木制品包括餐具、农业工具和祭祀用具等。餐具中可见涂有漆或施以精美装饰的精品。农业工具随着水田稻作的引入而被使用，包括犁、锄、耙以及田鞋等。

## 聚落与设施

### 聚落
弥生时代的聚落形式多种多样。既有如静冈县静冈市的登吕遗址，分布于河流沿岸的自然堤防或扇状地末端等低地（冲积地）微高地上的聚落；也有如冈山县赤磐市的用木山遗址，位于低地附近的丘陵顶部或斜坡上的聚落；还有如香川县三丰市的紫云出山遗址，位于与低地有较大高差的陡峭山顶上的聚落。位于低地或低矮丘陵上的聚落，周围有壕沟的被称为环壕聚落；如紫云出山遗址这类位于高地的则被称为高地性聚落。
聚落遗址的构成元素通常包括以下遗构：用于居住或其他用途的竖穴建筑和掘立柱建筑，作为储存设施的储藏穴或掘立柱建筑（如高架仓库），用作垃圾堆放或陶器烧制的土坑，用于围绕聚落或划分聚落内部的壕沟（如环壕或分区壕沟），以及土垒、栅栏、水井等供水设施。

### 居住设施等建筑

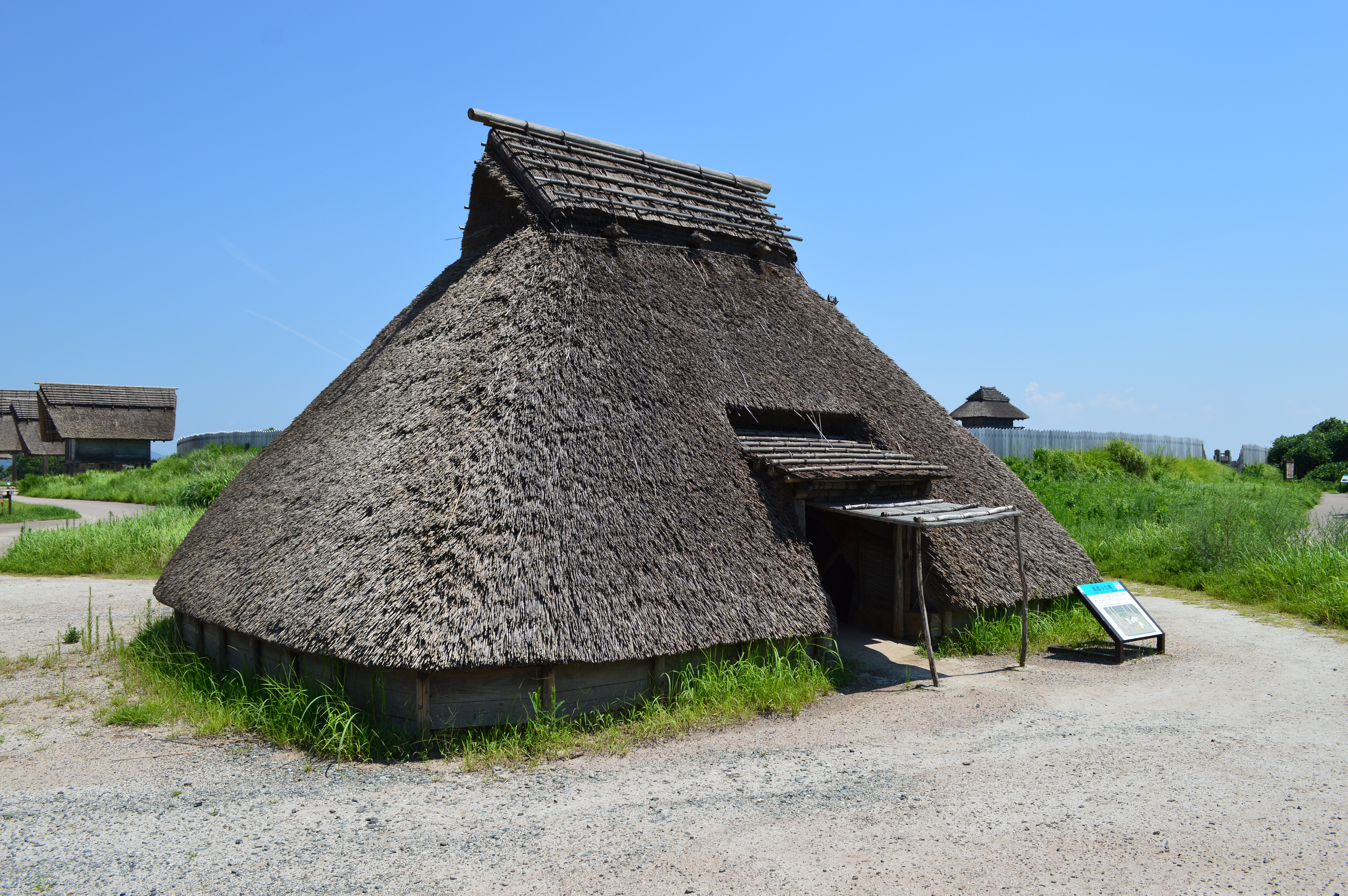
复原的吉野里遗址竖穴建筑。

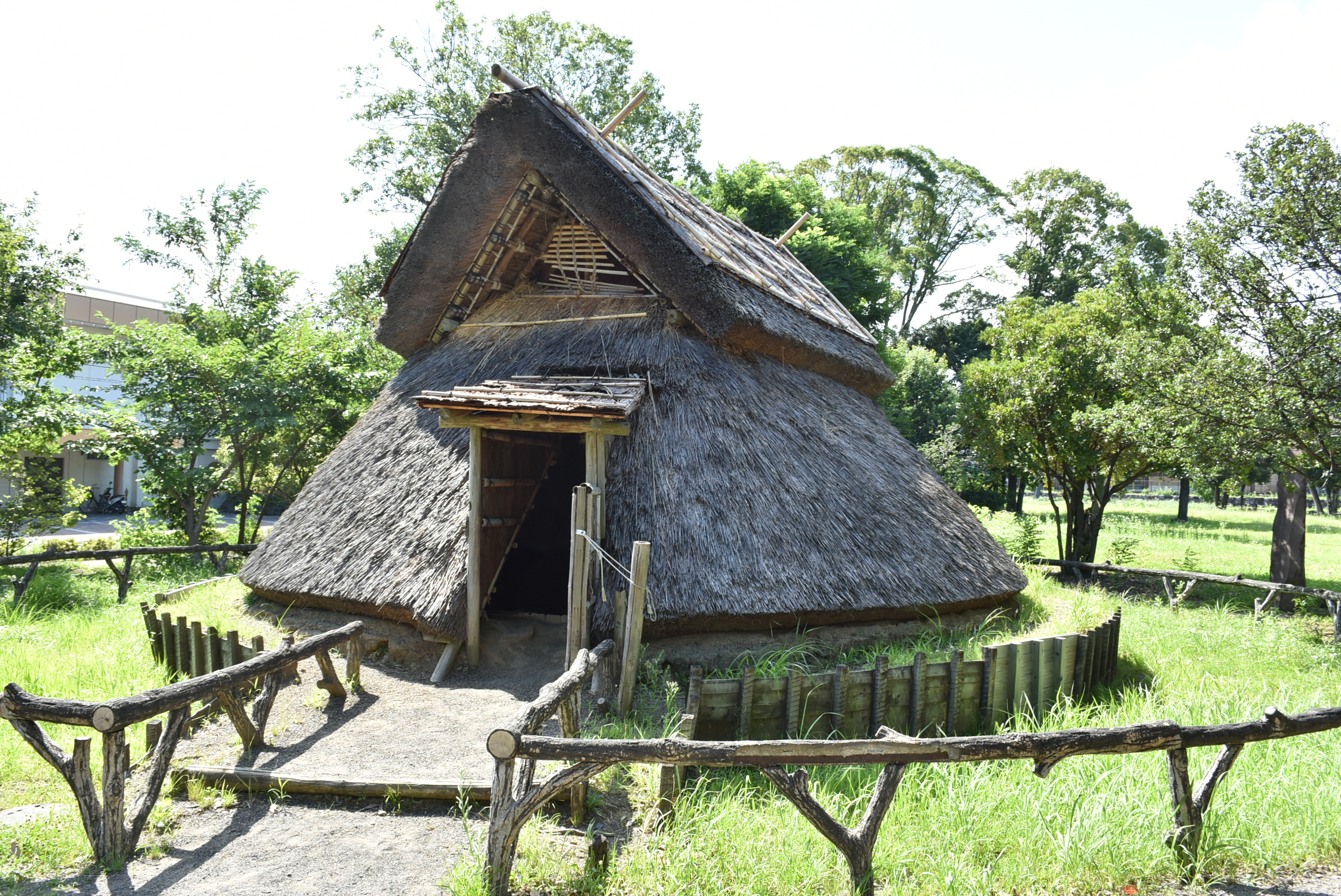
复原的登吕遗址竖穴式平地建筑。

弥生时代的居住设施主要采用竖穴建筑。其平面形式以圆形和方形为主，其次为长方形和隅圆方形，但具体形式因地域而有所不同。竖穴建筑除用作居住之外，还可能被用作作坊或共同作业场所。

#### 早期的圆形建筑与方形建筑
在弥生时代早期的北部九州，竖穴建筑中既有继承自绳文时代晚期的方形平面建筑，也有一种特色鲜明的圆形建筑。这类建筑的平面呈圆形，中央有浅浅的碟状凹陷，凹陷两侧各有一个小洞（可能是柱洞）。
这种形态的圆形竖穴建筑在同时期的朝鲜半岛南部广泛分布。由于首先在韩国忠清南道扶余郡的松菊里遗址受到关注，因此被称为“松菊里型居住遗址”（在日本国内通常使用这一名称，而在韩国考古学界，“松菊里类型”一词常被用来指包括建筑形式、陶器和石器组成在内的整体文化形态）。这种松菊里型居住遗址，与绳文时代后期至晚期在西日本广泛分布的圆形建筑遗迹一起，被认为是弥生时代前期至中期主流圆形建筑的原型。

#### 中期与后期
在弥生时代中期，竖穴建筑的平面布局在北部九州及整个西日本地区以圆形为主流，同时部分地区出现了隅圆方形的建筑形式。
进入弥生时代后期，西日本的建筑平面布局突然发生变化，从圆形逐渐转变为方形或长方形，随后进一步统一为长方形。此外，在九州地方南部，还发现了一种被称为“花瓣形竖穴建筑”的特殊平面布局建筑遗迹。而在兵库县西部（播磨地区），发现了一些圆形建筑，其地板中央有一种被称为“1O土坑”的特殊遗构。这些例子表明，竖穴建筑在不同地区呈现出显著的地域性差异。
例如，静冈县静冈市的登吕遗址（弥生时代后期）中发现的建筑，其复原样式为茅草屋顶的伏屋式建筑，外观上与竖穴建筑非常相似。但由于建筑边缘以土堤形式的堆土建成了土墙，且地板未低于地表，因此应被归类为平地建筑（竖穴状平地建筑）。类似的例子还见于富山县高冈市的下老子笹川遗址。

#### 掘立柱建筑

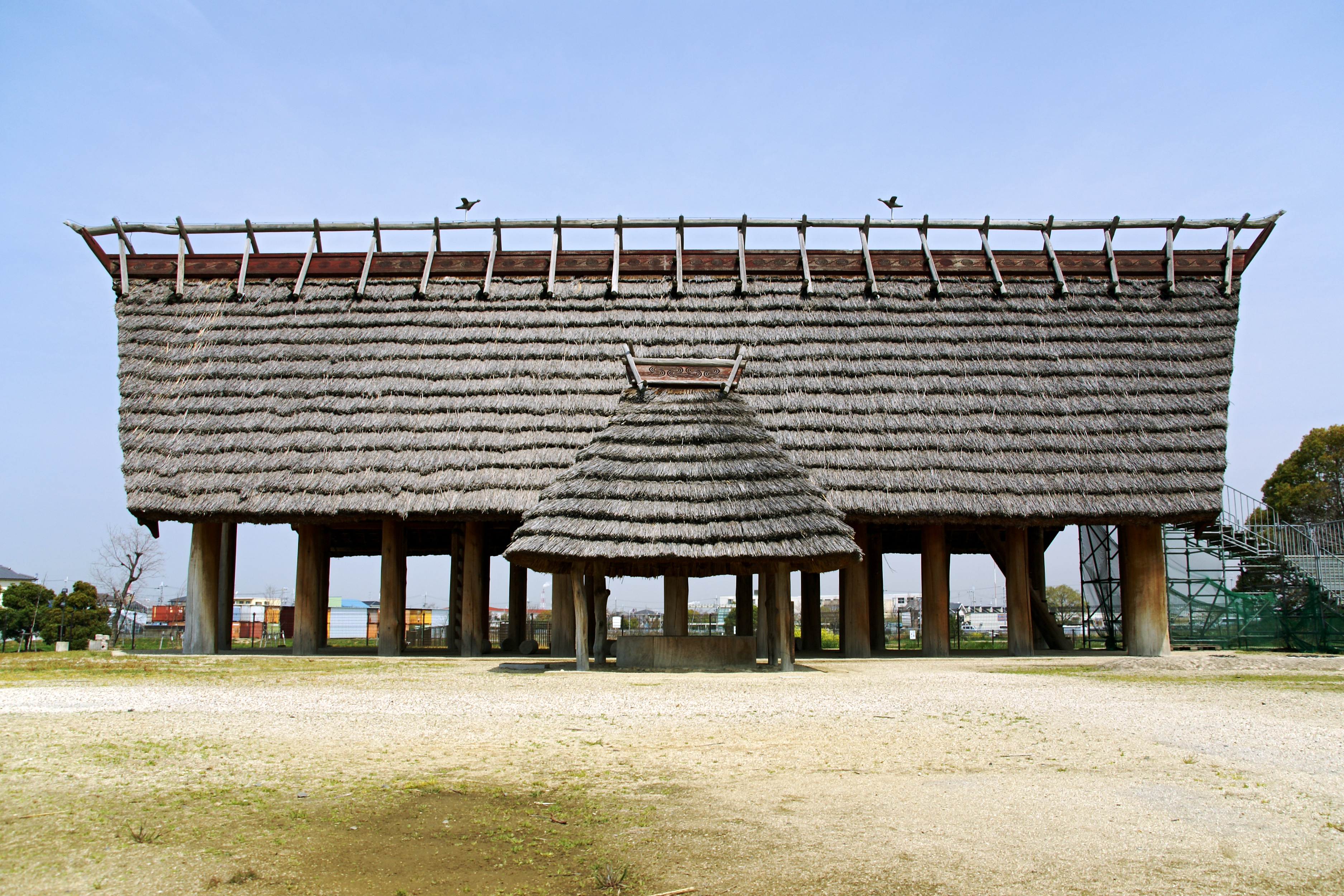
复原的池上曾根遗址的大型掘立柱建筑。

弥生时代的建筑主要以竖穴建筑为主，但也出现了掘立柱建筑（如高架建筑、抬高建筑或平地建筑）。掘立柱建筑的功能包括居住、瞭望塔、楼阁、祭祀设施（如神殿），以及用作储藏设施（如仓库）等。大型掘立柱建筑早在弥生时代前期就已出现（如高知县南国市的田村遗址群），但中期以后出土实例显著增加。
一些大型掘立柱建筑具有特殊用途，如大阪府和泉市与泉大津市的池上曾根遗址中发现的建筑，不仅多次在原址上重建，还被周围壕沟围绕，推测可能是作为神殿等祭祀设施，或首长居所的前身。
关于平地建筑，若其非掘立柱建筑，而是挖掘深度较浅的壁式建筑，则因建筑生活面可能在后期被剥蚀，导致遗迹难以在发掘调查中被识别，因此其出土实例比竖穴建筑和掘立柱建筑少见。

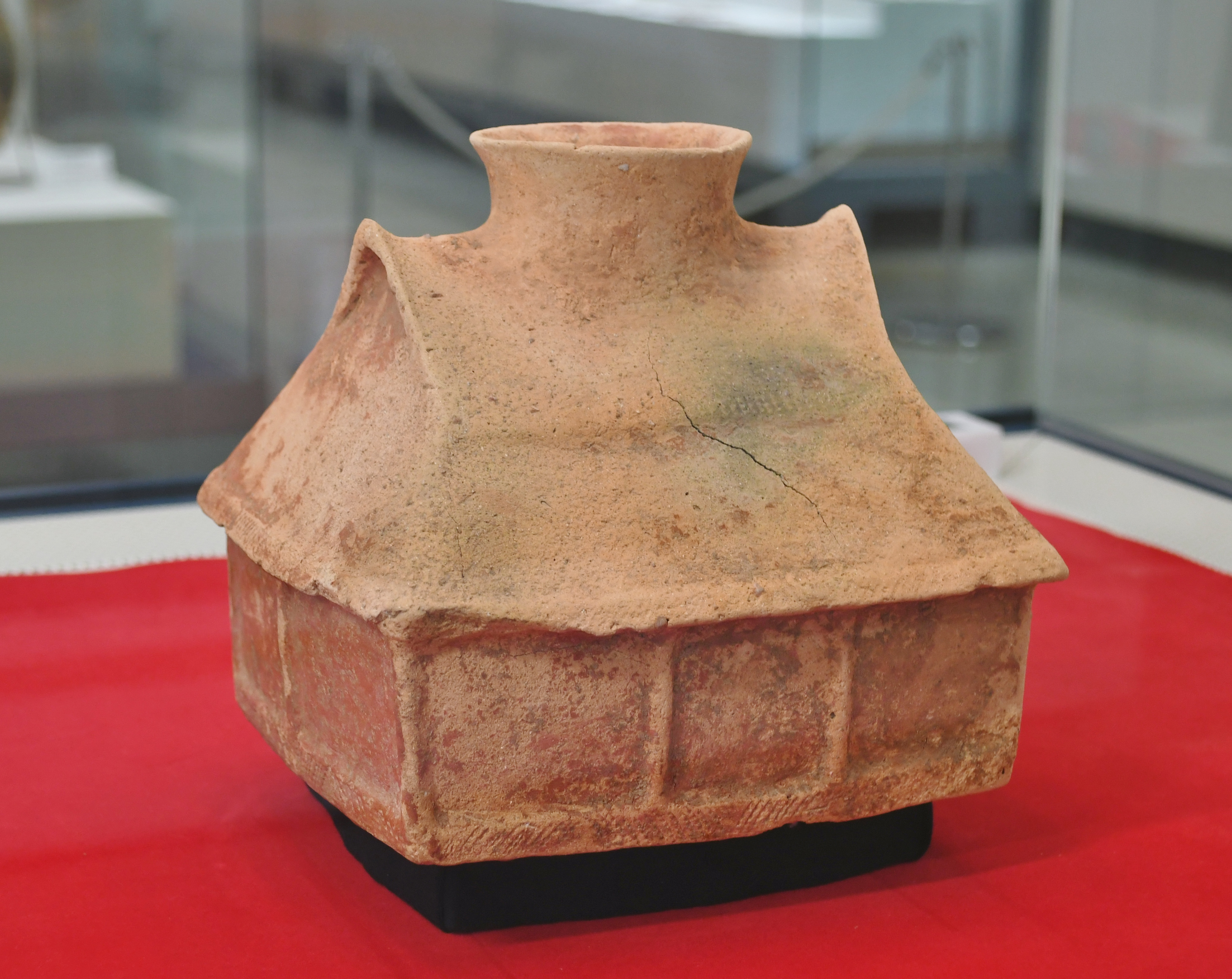
家形土器 鸟取县汤梨滨町藤津出土。鸟取县立博物馆展示。

### 储藏设施

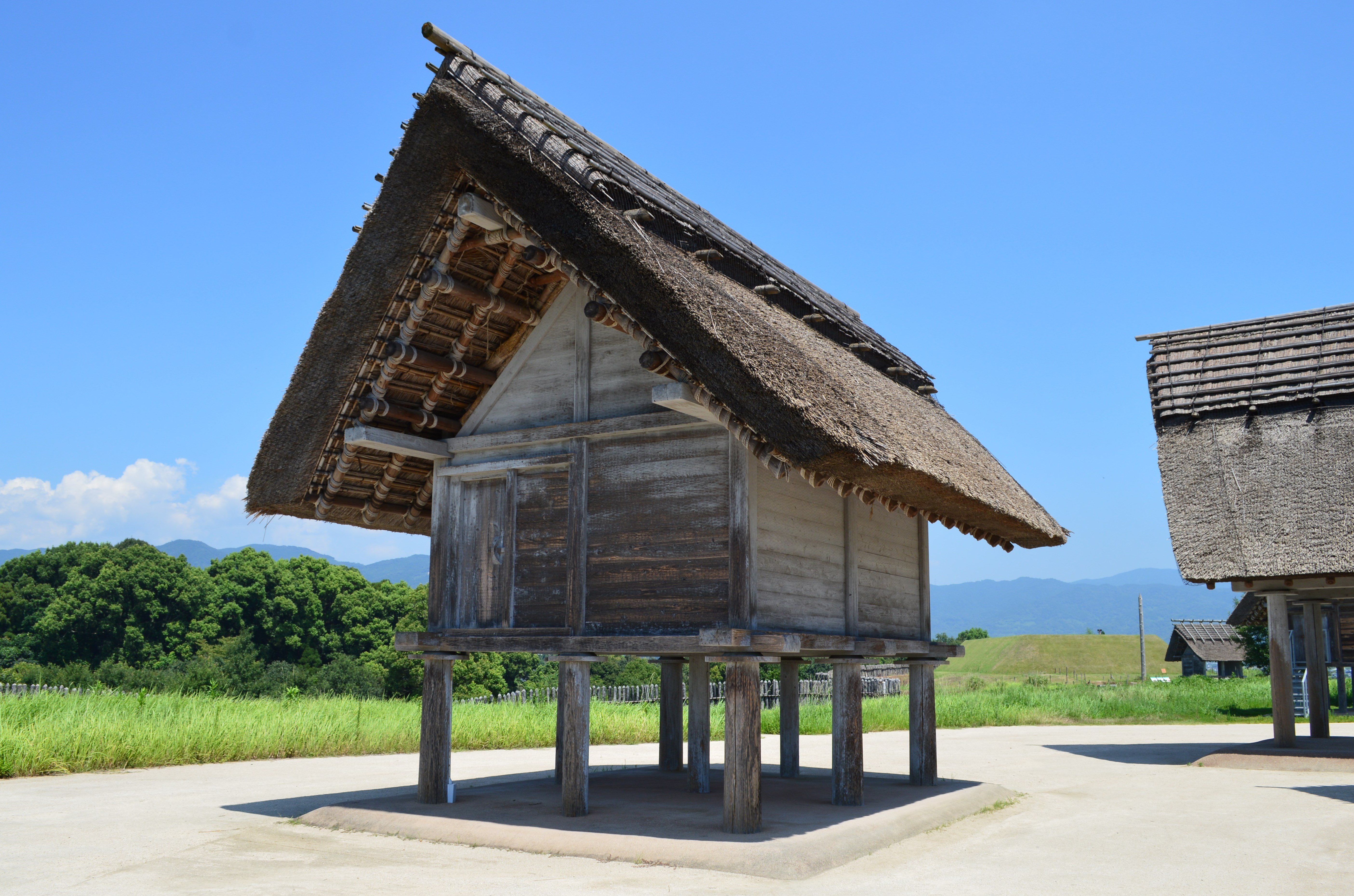
复原的吉野里遗址的高架建筑（高架仓库）。

弥生时代的储藏设施用于储存粮食（如稻米）等，分为地下式（储藏穴）和地上式（仓库）两种形式。

#### 储藏穴
在弥生时代早期，掘立柱建筑形式的仓库由朝鲜半岛传播至北部九州等部分聚落。然而，到了弥生前期，地下式的储藏穴成为主流，掘立柱建筑的仓库则基本消失。储藏穴以圆形为主，同时也有方形和长方形的实例。这些储藏穴的剖面通常呈现烧瓶状。

#### 仓库
从中期前半至中期中叶，掘立柱建筑形式的仓库（高架仓库）逐渐扩展至整个西日本地区。主要形式为柱间为1间×2间的建筑，此外还有1间×1间、1间×3间等变体。这种仓库的形式在弥生时代基本保持不变，并持续使用。到了弥生末期至古坟时代初期，出现了2间×2间规模的总柱式建筑，这种形式成为主要的仓库类型。

## 墓葬制度
墓葬制度具有集体性和文化特征，能够追溯群体迁徙和变迁，是重要的遗迹之一。此外，墓葬制度反映了社会的阶层结构，并通过葬仪表达精神生活和宗教仪式。

### 外部设施与本体下部结构
弥生时代的墓葬形式包含两类划分：一种是指示埋葬设施外部结构（上部结构）的术语，例如支石墓、墳丘墓和周壕墓；另一种是指示具体埋葬设施本体形状（下部结构）的术语，例如甕棺墓、土壙墓、木棺墓和石棺墓。这些形式结合了由朝鲜半岛传入的要素和继承自绳文文化的传统，根据地域不同，墓地的构成表现出各种特色。

### 下部设施：甕棺墓、木棺墓、土壙墓

#### 起源于绳文时代的甕棺墓
甕棺墓是北部九州弥生时代前期至中期的代表性墓葬形式。在前期前半阶段，使用的是大型化的壶形陶器作为埋葬容器；到了前期末期，专门用于埋葬的独特容器形态得以确立。由于朝鲜半岛的甕棺墓出现时间晚于日本约100年，因此普遍认为甕棺墓并非从半岛传入。其形态从壶形陶器逐渐过渡为甕形陶器。
在中期，北部九州地区基本形成了成人用大型甕棺为主流的甕棺墓制，同时，小儿与婴儿则普遍使用日常容器中常见的普通尺寸甕形陶器作为埋葬容器。成人用大型甕棺一般由两个甕形陶器对接而成，此外也有使用专用的大型钵形陶器、木制或石制盖子的例子。到了后期，甕棺墓制迅速衰退，被石盖土壙墓和箱式石棺墓等取代，仅在糸岛地区有零星延续，其余地区仅在原分布范围内偶见，最终于古坟时代完全消失。其主要分布区域为北部九州的筑前、筑后和肥前东部地区，在周边地区则作为次要墓制分布。

#### 木棺墓的传入
木棺墓被认为是一种从朝鲜半岛传入的墓葬形式。弥生时代的木棺墓大多为所谓的“组合式”，通常由底板、两侧板、两小口板和盖板共六块板材拼合而成，在预先挖掘的土坑中完成棺材的搭建。有时小口板等部件会被石材替代。板材的拼合方式有两种：一种是两侧板夹住小口板，另一种是小口板夹住两侧板。关于这两种形式是否反映了被葬者所属群体的不同，目前尚无定论。
到弥生时代前期末期，木棺墓已广泛分布于西日本地区，成为主要墓制，尤其是在畿内等地，与土壙墓一同作为中期方形周壕墓的主要埋葬方式。然而，木棺墓在后期也逐渐被石盖土壙墓和箱式石棺墓取代。此外，还有一种特殊的木棺墓，即将整块圆木掏空后上下拼合而成，这种形式在弥生早期至前期前半阶段尤为典型。

#### 土壙墓的延续
土壙墓（尤其是素挖的土壙墓）是绳文时代常见的墓葬形式，在弥生时代依然有所使用。绳文时代的土壙墓与弥生时代（尤其是西日本地区）的土壙墓在形状上有所不同，后者的全长更长，这被认为与埋葬姿势的差异有关（绳文时代以屈葬为主，而弥生时代则普遍采用伸展葬）。
弥生时代还出现了一种新型土壙墓，即在棺木上覆盖板石的石盖土壙墓。这种形式在弥生后期于西日本地区广泛普及。石盖土壙墓若省略了箱式石棺墓的侧石和底石，仅保留盖石，则可以视为与箱式石棺墓具有密切关系。

## 弥生人的身体特征与绳文人

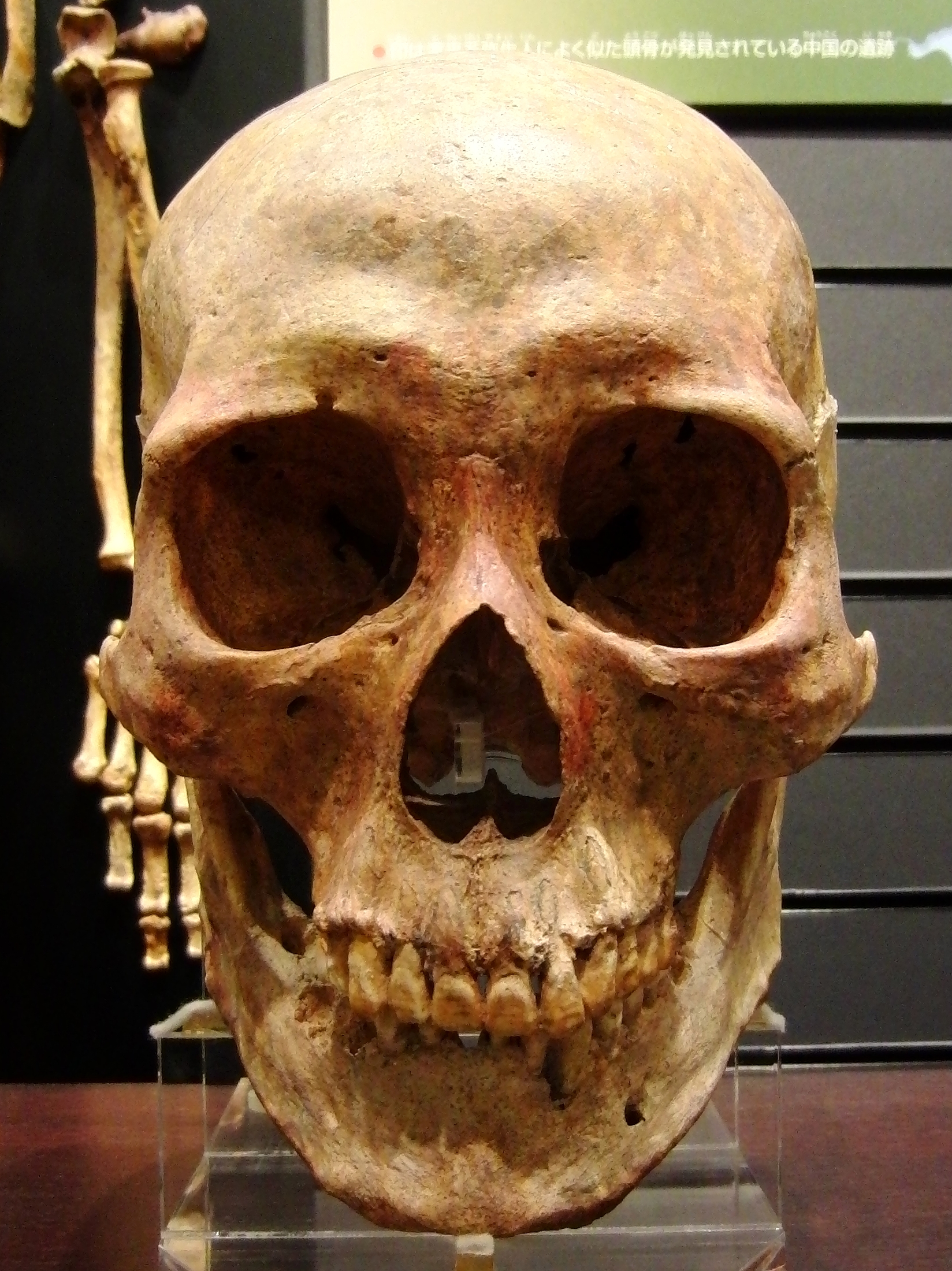
渡来系弥生人男性头骨（复制品）。出土于佐贺县二冢山遗址，现展于国立科学博物馆。

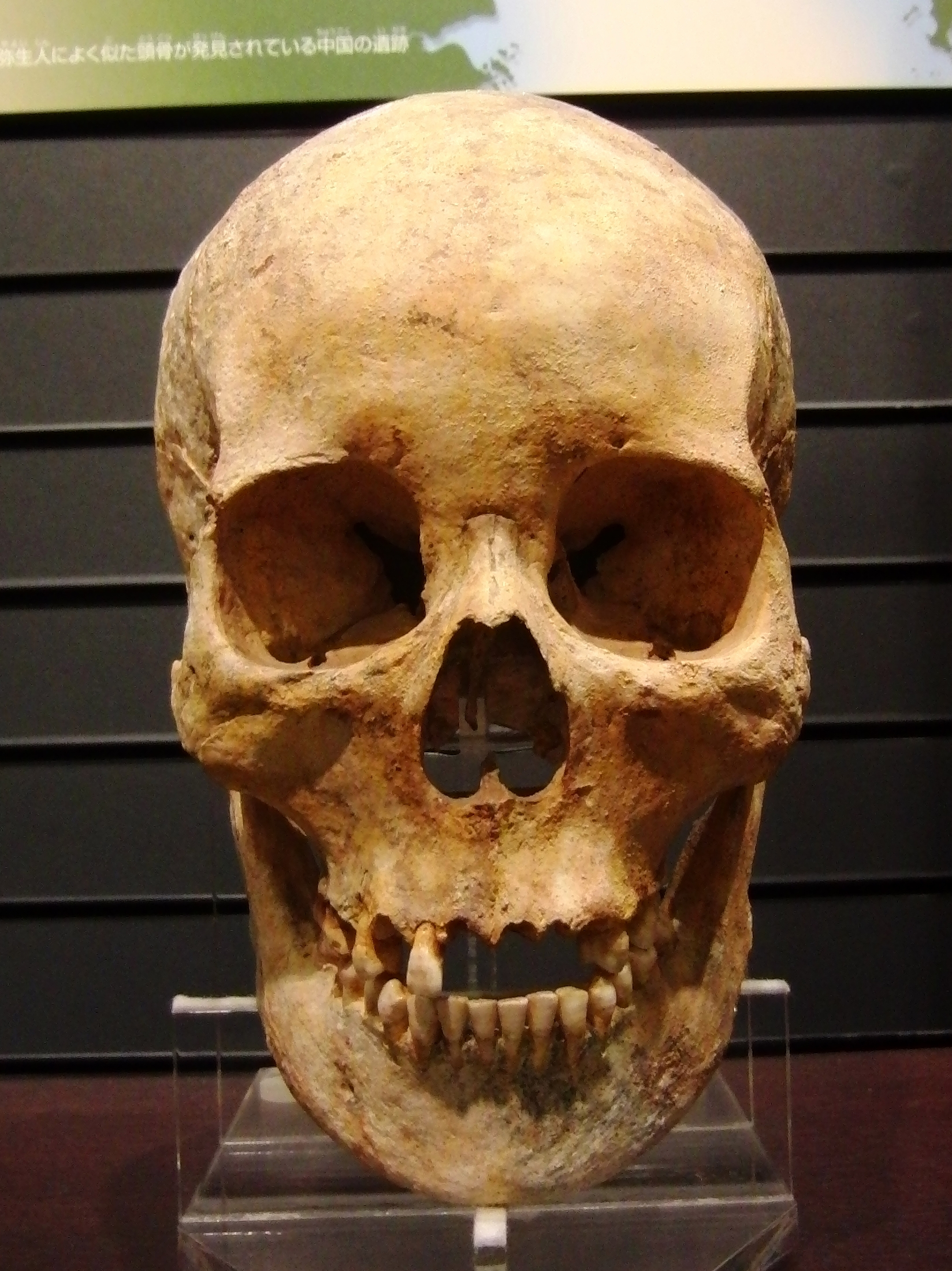
渡来系弥生人女性头骨（复制品）。出土于佐贺县朝日北遗址，现展于国立科学博物馆。

传入水稻耕作技术的渡来系弥生人主要从大陆和朝鲜半岛经北九州传入。从自然人类学角度，根据头骨测量值研究，渡来系弥生人与河南省新石器时代人、江蘇省和山东省临淄的青铜时代人最为接近。他们的眼眶较扁平且上下较长，鼻梁低平，整体外观较为平坦。牙齿尺寸比绳文人更大，平均身高约为162至163厘米，比绳文人高数厘米。
尽管如此，大多数人骨资料来自北九州、山口及岛根沿日本海地区的遗址，但从南九州到北海道的其他地方也发现了具有类似特征的弥生时期人骨。不过，这些发现尚不足以确定不同种族之间的形态特征及其发生频率。
在1986年（昭和61年），福冈县糸岛市志摩新町新町支石墓群发现了一具进行过绳文式拔牙习俗的大陆系墓葬人骨。而在长崎县的大友遗址支石墓群和神户市新方遗址中，也发现了具有绳文特征的人骨。然而，福冈市雀居遗址及奈良盆地的唐古·锁遗址中发现的前期弥生人被判定为弥生系。
即使在北九州及濑户内、近畿等最初认为是弥生系的地区，弥生时代初期遗址中发现的弥生系人骨数量仍少于绳文系人骨。这表明，稻作农业的初期阶段可能由绝大多数绳文人与少量大陆渡来者合作完成，共同推动了农业社会的形成。
铃木尚通过研究南关东地区从绳文时代到现代的人骨，认为从狩猎采集生活向农业生活的转变，是弥生人身体特征变化的主要原因。这种环境变化促成了身体形态的转变。
另一方面，在1960年代，金关丈夫研究了山口县土井之滨遗址和佐贺县三津永田遗址的前期及中期弥生人骨，指出弥生人身材较高，头颅长度及面宽接近大陆人，与绳文人存在显著差异。他提出弥生人是大陆渡来人与绳文人混血的产物。
埴原和郎在1991年提出“双重结构模型”，认为绳文人是由亚洲南部人种组成，而弥生人则是东北亚通古斯系民族的后裔与绳文人融合形成。基于人口统计学，埴原指出从弥生到古坟时代，农业社会的人口增加率无法解释观察到的人口激增，认为约有百万渡来者流入。然而，1996年以后，基于碳年代法和年轮年代法的研究显示弥生时代开始的时间比原来认为的更早，使得埴原的理论依据受到质疑。
佐原真认为，弥生文化是北九州的绳文人与渡来人混血后形成的，并从当地逐渐扩展到以名古屋至丹后半岛为界的地区，水稻耕作最终在此定型。
此外，丸桥贤认为弥生人的特征容易退化，现代饮食的改善导致咀嚼减少，进一步引发咀嚼能力的退化，最终影响到日本人的生命力。
同时，也有观点认为弥生人并非单一民族，而是由多个系统构成。

## 语言
关于朝鲜半岛无文土器文化的承载者，有学者提出，他们可能使用属于现代日琉语族的语言，这些语言被认为是现代日语的祖先。
根据这些理论，现代朝鲜语的祖先语言属于朝鲜语族，该语言在古代满洲南部到朝鲜半岛北部的区域内形成。之后，朝鲜语族的群体从北向南扩展，逐渐取代了原本分布在朝鲜半岛中部到南部的日琉语族群体。据推测，在这一过程中，被迫南迁的日琉语族使用者成为弥生人的祖先。

## 认知与定义的演变
随着考古发掘的推进，弥生时代的定义经历了显著变化。因此，在从文献中获取信息时，有必要确认在某一时期主流认知的具体内容。
- 江户时代 - 关于先住民与渡来人的替代，人种替代说占据主流。此时，人们普遍认为日本人与大陆的亚洲人同属一类。
- 1884年（明治17年）- 弥生式土器被发现，最初被认为是绳文式土器的一种类型。
- 1898年（明治31年）- 发现了多种弥生式土器，并通过与绳文土器的比较确认其为不同类型。根据土器的发现地点，弥生时代这一名称开始使用。
- 1916–1921年（大正5–10年）- 关于绳文土器与弥生土器的差异以及年代关系的争论仍在继续。1916年，在鹿儿岛县指宿市的桥牟礼川遗址，滨田耕作通过发掘确认绳文土器出土于弥生土器之下的包含层，明确了年代上的先后关系[200]。尽管后来发现滨田当时认为的弥生土器实际上是古坟时代后期的“成川式土器”[201]，但这一发现确立了绳文时代到弥生时代的过渡这一概念。
- 1936–1937年（昭和11–12年）- 在奈良县唐古遗址的发掘中发现了弥生土器和农具，首次明确弥生时代是一个农业社会[202]。同时，土器编年法逐渐确立。
- 1938年至1940年代 - 1943年（昭和18年），在静冈县静冈市发现了登吕遗址，并在1947至1950年期间的发掘中确认了日本最早的弥生时代水田遗址[203]。
- 1950年代 - 弥生时代的人骨开始出土，研究指出其与绳文人骨存在显著差异，可能属于渡来人。
  - 金关丈夫的混血说
  - 铃木尚提出文化和环境引发的形质变化的变形说等理论开始出现。
- 1970年代至1980年代 - 弥生时代被确立为以稻作为主的时代[204]。弥生时代的主要特征包括稻作、农业、高床建筑、布质服装、战争等，并被普遍认为是由渡来人带来的。

## 脚注

### 引用
1. ↑  设乐 2014，第450頁.
2. ↑  春成等 2003.
3. 1 2  宫本 2022.
4. ↑  大贯静夫. . Anthropological Science. 2005, 113 (2): 95–107. ISSN 1344-3992. doi:10.1537/asj.113.95.
5. ↑  岸本 2014，第369–403頁.
6. 1 2  女鹿 2002.
7. ↑  国分义司. . 名古屋学艺大学研究纪要. 教养・学际编 (名古屋学艺大学). 2006-02, 2: 109–126  [2024-11-25]. ISSN 1349-8452. （原始内容存档于2024-11-27）. 已忽略文本“和书” (帮助); 已忽略未知参数|naid= (帮助); 已忽略未知参数|CRID= (帮助)
8. ↑  佐原 1975，第113-182頁.
9. ↑  春成ほか 2003.
10. 1 2  毛糠 2019.
11. ↑  滝沢 1999，第173頁.
12. ↑  滝沢 1999，第178頁.
13. ↑  一木绘理.  (学位论文) 东京大学. 2012. doi:10.15083/00005598. CRID 1110282785243931648.
14. ↑  田边晋、在东京低地发现“弥生的小海退” 产业技术综合研究所 产综研 TODAY 2015.2 VOL.15-2PDF
15. ↑   (报告). 福岡市教育委員会. 1979-03-31.
16. ↑  佐藤 2002，第63頁.
17. 1 2 3 4 5  . museum.city.fukuoka.jp.   [2021-03-07]. （原始内容存档于2025-04-25）.
18. ↑  藤尾, 今村 & 西本 2005，第69-96頁.
19. ↑  茂木 2018，第40頁.
20. ↑  藤沢 2015，第45頁.
21. 1 2  丸地三郎. . nihonkodaishi.net.   [2022-11-20]. （原始内容存档于2023-06-17）.
22. ↑  . yamataikokunokai.com.   [2022-11-20]. （原始内容存档于2025-01-25）.
23. ↑  鷲崎弘朋. . washiyamataikoku.my.coocan.jp.   [2022-11-20]. （原始内容存档于2022-04-14）.
＜底本＞鷲崎弘朋. . 東アジアの古代文化 (大和書房). 2008, (136): 281–322. ISSN 0913-5650. CRID 1524232505686115840.
24. 1 2  河野通明 2021.
25. ↑  茂木誠 2018，第40-41頁，§ 2.1.
26. ↑  国立历史民俗博物馆. . 国立历史民俗博物馆. 2003  [2024-11-25]. CRID 1130000798143442816. （原始内容存档于2022-11-27）.
27. ↑  树堂. . 古树纪之房间. 2011  [2022-11-21]. （原始内容存档于2025-03-20）.
28. ↑  黒田日出男 2015，第23頁.
29. 1 2  藤尾 2015，第45頁.
30. ↑  渡邉昌. . 竹中大工工具馆研究纪要. 2022-01-31, 12: 1–33. doi:10.50862/dougukan.12.0_1.
31. ↑  佐藤 2002，第24頁.
32. ↑  . KAKEN.   [2022-12-25]. （原始内容存档于2025-02-19）.
33. 1 2  河合 & フリーハンド 2012，第22-23頁，§ 1.4.
34. ↑  工藤 1994，第139-154頁.
35. 1 2  设楽 2014，第451頁.
36. 1 2  工藤 1994，第142頁.
37. ↑  藤尾 2013，第95-96頁.
38. ↑  设楽 2014，第452頁.
39. ↑  高瀬 2004，第149-158頁.
40. ↑  今村峯雄. . 总研大期刊 (综合研究大学院大学教育交流中心). 2004, 5: 37–39  [2024-11-25]. CRID 1050845763857450752. （原始内容存档于2025-02-07）.
41. 1 2 3  茂木诚 2018，第41頁.
42. ↑  藤尾 2015，第71頁.
43. ↑  佐藤 2002，第20頁.
44. ↑  佐藤 2002，第27-40頁，寻觅中南半岛的绳文稻作踪迹.
45. ↑  佐藤 2002，第71頁.
46. ↑  佐藤 2002，第71-72頁.
47. ↑  猪谷富雄 2012，第721頁，§3.
48. ↑  蔭山公雄 1983，第182頁.
49. ↑  长谷川周一. . 农业土木学会志. 1994-01-01, 62 (1): 54  [2023-12-31]. doi:10.11408/jjsidre1965.62.54.
50. 1 2 3  槙林啓介 2013
51. ↑  蒋乐平. . 考古 (浙江省文物考古研究所 浦江博物馆). 2007, (9): 7–18. ISSN 0453-2899.
52. ↑  飯島武次 1990.
53. ↑  清水彻朗.  (PDF). 农中总研 调查与信息 (农林中金综合研究所). 2019-03-08, (71): 16–17  [2024-11-25]. （原始内容存档 (PDF)于2025-02-07）.
54. ↑  Nasu, Hiroo; Momohara, Arata. . Quaternary International. Japanese Quaternary Studies. 2016-03-18, 397  [2025-02-27]. ISSN 1040-6182. doi:10.1016/j.quaint.2015.06.043. （原始内容存档于2024-04-17）.
55. ↑  佐藤 2002，第65頁.
56. 1 2  安藤广太郎 1951.
57. ↑  柳田国男 1978.
58. 1 2  池田良一 2019，第1頁.
59. ↑  佐原真 1987.
60. ↑  大阪府立弥生文化博物馆 1991，第12頁.
61. ↑  佐藤 2002，第109頁.
62. ↑  . 多贺城市的文化遗产. 多贺城市. 2021-06-03  [2023-01-09]. （原始内容存档于2023-01-08）. 经历了约13,000年的绳文时代后，约2,400年前稻作文化传入北九州。关于传入路线有多种假说，但从中国山东半岛经朝鲜半岛传入的说法较为有力。
63. ↑  佐藤洋一郎 1992，第736頁.
64. 1 2 3  盛永 1969a，第272頁.
65. ↑  高宮広土 1998.
66. ↑  国分直一 1970.
67. 1 2  青柳洋治 2002.
68. ↑  渡部忠世 1997.
69. ↑  佐藤 2002，第104頁.
70. 1 2  佐藤 2002，第9頁.
71. 1 2  佐藤 2002，第74-86頁.
72. ↑  佐藤 2002，第104頁，§ 2.4.4.
73. ↑  佐藤 2002，第104-106頁，§ 2.4.4.
74. ↑  佐藤 2002，第105-106頁.
75. ↑  藤尾 2014，第113–143頁.
76. ↑  小林谦一、春成秀尔、坂本稔、秋山浩三. . 国立历史民俗博物馆研究报告. 2008-03-31, 139: 17–51. ISSN 0286-7400. doi:10.15024/00001519.
77. ↑  藤尾 2014，第115頁.
78. ↑  设乐博己. . 国立历史民俗博物馆研究报告. 2006-12-20, 133: 109–153. doi:10.15024/00001447.
79. ↑  佐藤 2002，第21頁.
80. ↑  松木武彦. . 日本研究 (国际日本文化研究中心). 2018-03, 57: 83–93. ISSN 0915-0900. doi:10.15055/00006920. CRID 1390009224770917504.
81. ↑  藤尾 2015，第223頁.
82. ↑  茂木诚 2018，第42-43頁，2.1.
83. ↑  太安万吕; 稗田阿礼. . 由仓野宪司翻译. 岩波书店. 1963/1/16.
84. ↑  国史教科书编纂委员会 & 令和6（2024），第37-38頁.
85. ↑  国史教科书编纂委员会 & 令和6（2024），第38頁.
86. ↑  . 神宫司厅.   [2023-02-20]. （原始内容存档于2025-01-08）.
87. 1 2 3 4 5  黑田日出男 2015，第23頁.
88. ↑  . 名古屋刀剑世界.   [2023-01-16]. （原始内容存档于2023-01-16）.
89. ↑  河合 & フリーハンド 2012，第23頁，§ 1.4.
90. ↑  藤尾 2012，第92頁.
91. ↑  中野稔. . 日本经济新闻. 2021-12-15  [2022-12-30]. （原始内容存档于2022-12-29）.
92. ↑  篠田谦一. . 国立科学博物馆.   [2022-12-30]. （原始内容存档于2024-06-15）. 关于日本人的形成，目前主流观点是大陆渡来的弥生系人与本地的绳文人混血形成了日本人。
93. ↑  . 倭人的形成. 九州大学综合研究博物馆. 2000-09-01  [2022-12-30]. （原始内容存档于2024-06-22）. 近年来的研究提出了各种渡来模式，其中埴原和郎的“二重结构模式”最为人知。
94. ↑  埴原 1993，第923-931頁.
95. ↑  埴原 1993，第928頁.
96. ↑  埴原 1996，第24-25頁.
97. 1 2 3  国史教科书编纂委员会 & 令和6（2024），第41頁.
98. ↑  都出比呂志. . 岩波新書. 岩波書店. 2011: 42. ISBN 9784004313250.
99. ↑  上野祥史. . 国立歴史民俗博物館研究報告 (国立歴史民俗博物館). 2014, 185: 349–367. ISSN 0286-7400. doi:10.15024/00000273. CRID 1390290699065971456.
100. ↑  寺泽 2000，第296頁.
101. ↑  岸本 2014，第392頁.
102. ↑  寺泽 2000，第248-251頁.
103. ↑  広瀬和雄. . 中公文庫. 中央公論新社. 2: 149. ISBN 9784122063693.
104. ↑  都出 1993，第1–26頁.
105. ↑  都出 1993，第10頁.
106. ↑  都出 1993，第11頁.
107. ↑  都出 1993，第17頁.
108. ↑  都出 1993，第23頁.
109. 1 2  藤泽 2015，第83頁.
110. ↑  国史教科书编纂委员会 & 令和6（2024），第42頁.
111. ↑  松木 2007，第201-203頁.
112. ↑  大阪府立弥生文化博物馆 2007，第36-37頁.
113. 1 2  松木 2001，第25頁.
114. 1 2  糸岛市教育委员会 2021，第19頁.
115. ↑  松木 2001，第47-51頁.
116. ↑  石野 2006，第131-133頁.
117. ↑  松木 2001，第46-51頁.
118. 1 2  松木 2001，第24-25頁.
119. 1 2 3 4  大阪府立弥生文化博物馆 2007，第38-39頁.
120. 1 2 3  大阪府立弥生文化博物馆 2007，第21頁.
121. ↑  松木 2001，第23-58頁.
122. 1 2  松木 2001，第26-27頁.
123. 1 2  松木 2001，第31-32頁.
124. ↑  松木 2001，第24頁.
125. ↑  大阪府立弥生文化博物馆 2007，第6-7頁.
126. ↑  藤原 2011，第62頁.
127. ↑  松木 2001，第29頁.
128. ↑  松木 2001，第32頁.
129. ↑  松木 2001，第34頁.
130. ↑  松木 2001，第49-51頁.
131. 1 2  松木 2001，第35-40頁.
132. ↑  松木 2001，第38頁.
133. 1 2  松木 2001，第38-45頁.
134. ↑  松木 2001，第44-45頁.
135. ↑  松木 2001，第37-38頁.
136. ↑  松木 2001，第69頁.
137. ↑  松木 2001，第70-73頁.
138. ↑  松木 2001，第73-76頁.
139. 1 2  松木 2001，第76-86頁.
140. 1 2  大阪府立弥生文化博物馆 2007，第40-41頁.
141. ↑  井上 2009.
142. ↑  教育委员会教育部文化课. . 2022-08-31.   [2022-12-06]. （原始内容存档于2023-09-29）.
143. ↑  藤原 2011，第59頁.
144. ↑  藤原 2011，第59-81頁.
145. ↑  赤塚 2007，第74-81頁.
146. ↑  千叶县教育振兴财团文化财中心 2012，第9頁.
147. ↑  藤原 2011，第69頁.
148. ↑  佐原 2005.
149. 1 2  白井 2002.
150. ↑   (PDF). 岡山大学. 2024-09-23  [2022-10-18]. （原始内容 (PDF)存档于2021-05-16）.
151. ↑  Inc, NetAdvance Inc NetAdvance. . JapanKnowledge.   [2022-10-18]. （原始内容存档于2024-12-10）.
152. ↑  . www.toyo-keizai.co.jp.   [2022-11-23]. （原始内容存档于2024-11-27）.
153. ↑  石丸あゆみ. . 東京大学考古学研究室研究紀要 (東京大学大学院人文社会系研究科・文学部考古学研究室). 2011, 25: 65–96  [2022-10-18]. doi:10.15083/00027606.
154. ↑  国史教科书编纂委员会 & 令和6（2024），第48頁.
155. ↑  瀬川清子. . 讲谈社学术文库. 讲谈社. 10. ISBN 9784061595170. 漠然とではあるが、日本国民は、神代の昔から毎日米を食っていたであろうという観念を持っている前記の調査報告を見て、少なくともここ2,3百年間はそうではなかったらしいということに驚かされた。
156. ↑  寺泽薰、寺泽知子. . 考古学论攷. 1981, 五.
157. ↑  佐原真、金関恕、春成秀爾. . . 佐原真の仕事. 岩波書店. 2005. ISBN 9784000271165.
158. ↑  澤田吾一. . 冨山房. 1927. OCLC 23318453. 奈良時代の水田の100平方メートルあたりの収穫量は、上田50束・8斗4升6合・玄米105.7kg、中田40束・6斗7升7合・玄米84.63kg、下田30束・5斗8合・玄米63.5kg、下々田15束・2斗5升4合・玄米31.75kg
159. 1 2 3  設楽 2014，第95頁.
160. 1 2  設楽, 藤尾 & 松木 2009，第95 - 96頁.
161. ↑  設楽, 藤尾 & 松木 2009，第97頁.
162. ↑  設楽, 藤尾 & 松木 2009，第99頁.
163. ↑  設楽, 藤尾 & 松木 2009，第100頁.
164. 1 2 3 4  西本 2008，第126頁.
165. 1 2 3 4 5  西本 2008，第127頁.
166. 1 2  西本 2008，第128頁.
167. 1 2  西本 2008，第129頁.
168. 1 2  西本 2008，第130頁.
169. ↑  西本 2008，第131頁.
170. ↑  大阪府立弥生文化博物館 2007，第6-8頁.
171. ↑  松木 2001，第29-30頁.
172. ↑  文化厅文化财部纪念物课 2013，第22頁.
173. ↑  文化厅文化财部纪念物课 2013，第22-24頁.
174. ↑  文化厅文化财部纪念物课 2013，第23頁.
175. ↑  文化庁文化財部記念物課 2013，第23頁.
176. 1 2  文化庁文化財部記念物課 2013，第138頁.
177. ↑  江坂, 芹沢 & 坂詰 2005，第367-368頁.
178. ↑  静冈市立登吕博物馆. . 静冈市.   [2023-06-15]. （原始内容存档于2025-01-23）.
179. ↑  文化庁文化財部記念物課 2013，第192頁.
180. ↑  文化庁文化財部記念物課 2013，第23-27頁.
181. 1 2  文化庁文化財部記念物課 2013，第191-192頁.
182. ↑  文化厅文化财部纪念物课 2013，第23-24頁.
183. 1 2  渡来系弥生人の頭骨の特徴 国立科学博物館
184. ↑  山口敏; 中橋孝博. . 人間科学全書. てらぺいあ. 2007/7/1. ISBN 9784886991102.
185. ↑  「なぜ農耕文化は終わったのか」岡村道雄『日本の考古学』奈良文化財研究所編 学生社 2007年4月
186. ↑  千田稔; 宇野隆夫 (编). . 思文閣出版. 2002/12/1. ISBN 9784784211173.
187. ↑  . 九州大学総合研究博物館.   [2013-04-19]. （原始内容存档于2002-08-19）. 已忽略未知参数|url-status-date= (帮助)
188. ↑  . 九州大学総合研究博物館.   [2013-04-19]. （原始内容存档于2011-12-23）.
189. ↑  春成秀爾.  (PDF). 岩波書店. 2008  [2022-11-21]. （原始内容存档 (PDF)于2022-08-18） （日本語）.
190. ↑  佐原真. . 金関恕; 春成秀爾  (编). . 佐原真の仕事. 岩波書店. 01. ISBN 9784000271141.
191. ↑  丸橋賢. . PHP新書. PHP研究所. 2006/5/1. ISBN 9784569647258.
192. ↑  岡正雄. . 言叢社. 1979.
193. ↑  「逆転の日本史」編集部 (编). . 宝島社. 2008/10/2. ISBN 9784796666862.
194. ↑  徳永勝士. . SCIENCE OF HUMANITY (勉誠出版). 4, 42.
195. ↑  Bellwood, Peter. . Malden: Blackwell Publishing. 2013. ISBN 9781118970591.
196. ↑  Vovin, Alexander. . Korean Linguistics. 2013, 15 (2): 222–240.
197. ↑  Lee, Ki-Moon; Ramsey, S. Robert. . Cambridge: Cambridge University Press. 2011. ISBN 978-0-521-66189-8.
198. ↑  Whitman, John. . Rice. 2011, 4 (3-4): 149–158. doi:10.1007/s12284-011-9080-0.
199. ↑  Unger, J. Marshall. . Honolulu: University of Hawai?i Press. 2009. ISBN 978-0-8248-3279-7.
200. ↑  濱田 1921，第29-48頁.
201. ↑  橋本 2015，第20-24頁.
202. ↑  豆谷和之、「唐古・鍵遺跡第74次調査 大型掘立柱建物の検出」 日本考古学 2000年 7巻 10号 p.107-116, doi:10.11215/nihonkokogaku1994.7.10_107、日本考古学協会
203. ↑  日本考古学協会 1954，第66-98頁.
204. ↑  设乐 2014，第449-469頁.